# 名鉄名古屋本線
名古屋本線（なごやほんせん、英: Nagoya Line）は、愛知県豊橋市の豊橋駅から岐阜県岐阜市の名鉄岐阜駅までを結ぶ名古屋鉄道（名鉄）の鉄道路線。

## 概要
豊橋市 - 名古屋市 - 岐阜市の各都市を結んでいる名鉄の基幹路線であり、同社の路線では唯一「本線」を名乗っている。全区間で東海旅客鉄道（JR東海）の東海道線と競合しており、特に名古屋（名鉄神宮前駅・JR熱田駅）以北は全て並行している。豊橋駅 - 神宮前駅間では国道1号、神宮前駅 - 名鉄岐阜駅間では国道22号にそれぞれほぼ並行している。
営業距離の99.8kmは、JR・三セクを除く日本の私鉄の路線では東武伊勢崎線、近鉄大阪線に次ぐ第3位、全線が複線以上の路線としてはJR・三セクを除く日本の私鉄では近鉄大阪線に次ぐ第2位の長さである。
名古屋本線は名鉄最大のターミナル駅である名鉄名古屋駅を通る。同駅は私鉄では珍しい通過型ターミナル駅であり、当路線を介して犬山線や常滑線・空港線（中部国際空港方面）など多方面の名鉄の列車が直通運転を行なっている。
運賃計算区分はA（運賃計算は営業キロをそのまま用いる）。すべての駅でmanacaなどの交通系ICカード全国相互利用サービス対応カードが使用できる。

### 路線データ
- 路線距離（営業キロ）：99.8km （複々線2.2km、複線92.6km、単線5.0km[6]）
- 軌間：1067mm
- 駅数：60駅（起終点駅を含む）[6]
- 複線区間：下記の区間を除く全線
  - 複々線：神宮前駅 - 金山駅間（名古屋本線・常滑線列車が各2線を別々に使用する方向別複々線）
  - 単線：豊橋駅 - 伊奈駅間（JR東海と単線ずつを所有し複線としてJR飯田線と共用）、名鉄岐阜駅構内（加納陸橋下部[7]）、詳細は「#ボトルネックとなっている区間」の節を参照）[2]
- 電化区間：全線電化（直流1500V）
- 閉塞方式：自動閉塞式
- 保安装置：M式ATS（豊橋駅 - 平井信号場間はATS-PTを併設）[2]
- 最高速度：120km/h[2]（豊橋駅 - 平井信号場間は85km/h[2]。詳細は「最高速度」の節を参照）
- 最急勾配：35‰（山王駅 - 名鉄名古屋駅間）
- 最小曲線半径：160m（東枇杷島駅 - 枇杷島分岐点間、加納駅 - 名鉄岐阜駅間、上り線のみ東枇杷島駅 - 栄生駅間）
- 最長直線区間：上り線名電赤坂駅東方 - 平井信号場南方（豊川放水路橋梁）約8.8km、下り線平井信号場北方 - 名電赤坂駅東方 約7.8km

## 運行形態
線内運転列車のほか、国府駅で豊川線、新安城駅で西尾線、神宮前駅で常滑線（空港線中部国際空港駅・河和線河和駅・知多新線内海駅方面にも直通あり。線路は金山駅で合流・分岐）、庄内川鉄橋の北側の枇杷島分岐点で犬山線（広見線新可児駅方面にも直通あり）、須ヶ口駅で津島線（尾西線佐屋駅方面にも直通あり）が分岐・合流しており、多くの列車が直通する。これらの列車のほとんどが名鉄名古屋駅・金山駅方面に向けて運転され、枇杷島分岐点（庄内川鉄橋） - 神宮前駅間では、早朝・深夜を除き平均2 - 3分間隔（日中でも1時間に26本）の高頻度で列車が走る状態となっている。このため事故や災害による運行の乱れが複数の路線（名鉄名古屋駅に乗り入れることのない三河線・小牧線などを除く）に及ぶことが多い。またミュースカイ・特急・快速特急を除いた多くの列車が途中駅で種別変更を行っている。
日中の運行パターンは以下のとおりである。各節において運行本数は特記なければ1時間当たりのもの。 
| 種別＼駅名 | 種別＼駅名 | 豊橋       | 伊奈       | 伊奈       | …          | 東岡崎     | 東岡崎     | …          | 新安城     | 新安城 | … | 豊明 | 豊明 | … | 神宮前 | 始発・終着駅          | 本数 |
| ---------- | ---------- | ---------- | ---------- | ---------- | ---------- | ---------- | ---------- | ---------- | ---------- | ------ | - | ---- | ---- | - | ------ | --------------------- | ---- |
| 運行範囲   | 快速特急   |            |            |            |            |            |            |            |            |        |   |      |      |   |        | 名鉄岐阜発 / 新鵜沼行 | 2本  |
| 運行範囲   | 特急       |            |            |            |            |            |            |            |            |        |   |      |      |   |        | 新鵜沼発 / 名鉄岐阜行 | 2本  |
| 運行範囲   | 急行       |            |            |            |            |            |            |            |            |        |   |      |      |   |        | 名鉄一宮              | 2本  |
| 運行範囲   | 急行       | 吉良吉田 ← | 吉良吉田 ← | 吉良吉田 ← | 吉良吉田 ← | 吉良吉田 ← | 吉良吉田 ← | 吉良吉田 ← | 吉良吉田 ← |        |   |      |      |   |        | 佐屋発 / 弥富行       | 2本  |
| 運行範囲   | 準急       |            |            |            |            |            |            |            |            |        |   |      |      |   |        | 須ヶ口発 / 佐屋行     | 2本  |
| 運行範囲   | 普通       |            |            |            |            |            |            |            |            |        |   |      |      |   |        | 東岡崎                | 2本  |
| 運行範囲   | 普通       |            |            |            |            |            |            |            |            |        |   |      |      |   |        | 犬山                  | 2本  |
| 運行範囲   | 普通       |            |            |            |            |            |            |            |            |        |   |      |      |   |        | 岩倉                  | 2本  |

| 種別＼駅名 | 種別＼駅名         | 種別＼駅名   | 始発・終着駅 | 神宮前                 | 金山                   | 金山                   | …                      | 名鉄名古屋             | 名鉄名古屋             | …                      | 枇杷島分岐点           | 枇杷島分岐点           | …                      | 須ヶ口                 | 始発・終着駅      | 本数    |
| ---------- | ------------------ | ------------ | ------------ | ---------------------- | ---------------------- | ---------------------- | ---------------------- | ---------------------- | ---------------------- | ---------------------- | ---------------------- | ---------------------- | ---------------------- | ---------------------- | ----------------- | ------- |
| 運行範囲   | 一宮・岐阜方面     | 快速特急     | 豊橋         | （← 豊橋方面のみ運転） | （← 豊橋方面のみ運転） | （← 豊橋方面のみ運転） | （← 豊橋方面のみ運転） | （← 豊橋方面のみ運転） | （← 豊橋方面のみ運転） | （← 豊橋方面のみ運転） | （← 豊橋方面のみ運転） | （← 豊橋方面のみ運転） | （← 豊橋方面のみ運転） | （← 豊橋方面のみ運転） | 名鉄岐阜          | 片道2本 |
| 運行範囲   | 一宮・岐阜方面     | 特急         | 豊橋         | （岐阜方面のみ運転 →） | （岐阜方面のみ運転 →） | （岐阜方面のみ運転 →） | （岐阜方面のみ運転 →） | （岐阜方面のみ運転 →） | （岐阜方面のみ運転 →） | （岐阜方面のみ運転 →） | （岐阜方面のみ運転 →） | （岐阜方面のみ運転 →） | （岐阜方面のみ運転 →） | （岐阜方面のみ運転 →） | 名鉄岐阜          | 片道2本 |
| 運行範囲   | 一宮・岐阜方面     | 特急         | 中部国際空港 |                        |                        |                        |                        |                        |                        |                        |                        |                        |                        |                        | 名鉄岐阜          | 2本     |
| 運行範囲   | 一宮・岐阜方面     | 急行         | 豊橋         |                        |                        |                        |                        |                        |                        |                        |                        |                        |                        |                        | 名鉄一宮          | 2本     |
| 運行範囲   | 須ヶ口・津島線方面 | 急行         | 吉良吉田     | （← 西尾方面のみ運転） | （← 西尾方面のみ運転） | （← 西尾方面のみ運転） | （← 西尾方面のみ運転） | （← 西尾方面のみ運転） | （普通として運転）     | （普通として運転）     | （普通として運転）     | （普通として運転）     | （普通として運転）     | （普通として運転）     | 佐屋              | 片道2本 |
| 運行範囲   | 須ヶ口・津島線方面 | 普通         | 吉良吉田     | （弥富方面のみ運転 →） | （弥富方面のみ運転 →） | （弥富方面のみ運転 →） | （弥富方面のみ運転 →） | （弥富方面のみ運転 →） | （弥富方面のみ運転 →） | （弥富方面のみ運転 →） | （弥富方面のみ運転 →） | （弥富方面のみ運転 →） | （弥富方面のみ運転 →） | （弥富方面のみ運転 →） | 弥富              | 片道2本 |
| 運行範囲   | 須ヶ口・津島線方面 | 準急         | 豊明         |                        |                        |                        |                        |                        |                        |                        |                        |                        |                        |                        | 須ヶ口発 / 佐屋行 | 2本     |
| 運行範囲   | 犬山線方面         | 快速特急     | 豊橋         | （犬山方面のみ運転 →） | （犬山方面のみ運転 →） | （犬山方面のみ運転 →） | （犬山方面のみ運転 →） | （犬山方面のみ運転 →） | （犬山方面のみ運転 →） | （犬山方面のみ運転 →） | （犬山方面のみ運転 →） |                        |                        |                        | 新鵜沼            | 片道2本 |
| 運行範囲   | 犬山線方面         | 特急         | 豊橋         | （← 豊橋方面のみ運転） | （← 豊橋方面のみ運転） | （← 豊橋方面のみ運転） | （← 豊橋方面のみ運転） | （← 豊橋方面のみ運転） | （← 豊橋方面のみ運転） | （← 豊橋方面のみ運転） | （← 豊橋方面のみ運転） |                        |                        |                        | 新鵜沼            | 片道2本 |
| 運行範囲   | 犬山線方面         | 急行         | 河和         |                        |                        |                        |                        |                        |                        |                        |                        |                        |                        |                        | 新鵜沼            | 2本     |
| 運行範囲   | 犬山線方面         | 準急         | 中部国際空港 |                        |                        |                        |                        |                        |                        |                        |                        |                        |                        |                        | 新鵜沼            | 2本     |
| 運行範囲   | 犬山線方面         | 普通         | 東岡崎       |                        |                        |                        |                        |                        |                        |                        |                        |                        |                        |                        | 犬山              | 2本     |
| 運行範囲   | 犬山線方面         | 普通         | 東岡崎       |                        |                        |                        |                        |                        |                        |                        |                        |                        |                        |                        | 岩倉              | 2本     |
| 運行範囲   | 金山・名古屋発着   | ミュースカイ | 中部国際空港 |                        |                        |                        |                        |                        |                        |                        |                        |                        |                        |                        | 名鉄名古屋        | 2本     |
| 運行範囲   | 金山・名古屋発着   | 特急         | 河和         |                        |                        |                        |                        |                        |                        |                        |                        |                        |                        |                        | 名鉄名古屋        | 2本     |
| 運行範囲   | 金山・名古屋発着   | 普通         | 知多半田     |                        |                        |                        |                        |                        |                        |                        |                        |                        |                        |                        | 金山              | 2本     |
| 運行範囲   | 金山・名古屋発着   | 普通         | [ † 3 ]      |                        |                        |                        |                        |                        |                        |                        |                        |                        |                        |                        | 金山              | 2本     |

| 種別＼駅名 | 種別＼駅名 | 始発・終着駅 | 須ヶ口                 | …                      | 名鉄一宮               | 名鉄一宮               | …                      | 名鉄岐阜               | 本数    |
| ---------- | ---------- | ------------ | ---------------------- | ---------------------- | ---------------------- | ---------------------- | ---------------------- | ---------------------- | ------- |
| 運行範囲   | 快速特急   | 豊橋         | （← 豊橋方面のみ運転） | （← 豊橋方面のみ運転） | （← 豊橋方面のみ運転） | （← 豊橋方面のみ運転） | （← 豊橋方面のみ運転） | （← 豊橋方面のみ運転） | 片道2本 |
| 運行範囲   | 特急       | 豊橋         | （岐阜方面のみ運転 →） | （岐阜方面のみ運転 →） | （岐阜方面のみ運転 →） | （岐阜方面のみ運転 →） | （岐阜方面のみ運転 →） | （岐阜方面のみ運転 →） | 片道2本 |
| 運行範囲   | 特急       | 中部国際空港 |                        |                        |                        |                        |                        |                        | 2本     |
| 運行範囲   | 急行       | 豊橋         |                        |                        |                        |                        |                        |                        | 2本     |
| 運行範囲   | 普通       | 須ヶ口       |                        |                        |                        |                        |                        |                        | 4本     |

1. 1 2  津島線直通の急行は、弥富方面は神宮前駅で急行から普通に、西尾方面は名鉄名古屋駅で普通から急行にそれぞれ種別変更を行う。
2. ↑  津島線直通の準急は、須ヶ口駅で準急から普通に種別変更を行う。
3. ↑  平日：知多半田、土・休日：太田川発 / 常滑行

### ミュースカイ・快速特急・特急

#### 豊橋駅 - 名鉄岐阜駅間
豊橋駅 - 名鉄岐阜駅間では、下りは一部特別車の特急が、上りは一部特別車の快速特急が、それぞれ2本ずつ運行されている。そのほかに区間列車として、須ヶ口止まり（平日に豊橋発が2本と吉良吉田発が1本運転）、上りは国府止まり（深夜に1本のみで平日は名古屋発、休日は岐阜発。美合駅にも停車）や東岡崎止まり（深夜に名古屋発が2本、うち1本は全車一般車）がある。
基本停車駅での全区間標準所要時分は、名鉄名古屋駅を1分停車として、快速特急が79分（名岐間29分・名豊間49分）、特急が82分（名岐間29分・名豊間52分）である。
快速特急・特急とも、朝や深夜は豊橋駅口で急行を補完するため、標準停車駅のほかに伊奈駅や国府駅に停車する場合がある。
平日朝の岐阜発特急豊橋行きの2本は、鳴海駅にも停車する。2011年3月26日のダイヤ改正で平日のみ豊橋駅8時32分発岐阜行き特急は、改正以前は本線特急は通過だが、津島・佐屋方面特急の停車駅である須ヶ口駅にも停車する。2011年3月26日のダイヤ改正では名鉄名古屋駅23時57分発東岡崎行き全車一般車特急が設定されている。最終の岐阜発快速特急豊橋行き（2021年5月22日のダイヤ改正で特急国府行きから変更）と平日朝の豊橋駅6時51分発快速特急岐阜行きは、新安城駅にも停車する。
2023年3月18日のダイヤ改正では急行が基本的に名鉄一宮駅での折り返しに短縮されたため、日中に名古屋本線を通しで走る列車はこの節に記した快速特急および特急の毎時2本のみとなった。このとき平日朝の上り特急の新木曽川駅と笠松駅の特別通過（2008年12月の改正で昼間以降両駅への特別停車を実施、2011年3月の改正で標準停車駅に昇格する一方で平日朝の一部がいずれか一方を特別通過）が消滅している。

#### 豊橋駅 - 犬山線・広見線直通系統
犬山線へ直通する特急として、豊橋駅 - 新鵜沼駅間に下りは一部特別車の快速特急で、上りは一部特別車の特急で、それぞれ2本ずつ運行している。この運行系統は1996年より豊橋方面から名古屋空港へのアクセスを目的として平日の朝に1本だけ走っており（このために名古屋空港行きバスへの乗り換え駅である西春駅にも特別停車していた）、豊橋方面から犬山線へ唯一直通する一部特別車特急として知られていた。2005年1月の改正で一旦廃止となったが、2007年6月の改正で時刻を多少変更して復活し、2008年12月の改正で大幅に増加している。平日は朝に犬山止まり（伊奈駅にも停車）と深夜に伊奈止まり（美合駅にも停車）が各1本設定されている。使用車両は上記豊橋 - 岐阜の系統と同じ。

#### 名鉄岐阜駅 - 中部国際空港駅間
中部国際空港への連絡特急として、中部国際空港駅 - 名鉄岐阜駅間に全車特別車のミュースカイを1本（日中以外）、一部特別車の特急を2本運行している。2008年12月のダイヤ改正以前は昼間にも豊橋駅発着の列車が1時間あたり1本運行されていたが、中部国際空港方面より名古屋方面への利用者が圧倒的に多く、乗り換えの不便が目立ったためこれを廃止し、代わりに名鉄岐阜駅発着の列車を増発した（夕方以降にも設定）。中部国際空港駅 - 名鉄岐阜駅間の列車と豊橋駅 - 新鵜沼駅間の列車は、金山駅または神宮前駅で、ともに同じホームにて乗り換えが可能。ただし名古屋本線内のみを通しで乗車する場合以外は、以前のような短時間での接続は考慮されなくなった。総合すれば名古屋本線の一般車（自由席）を連結した快速特急・特急は15分間隔で運行されている。
2011年3月26日のダイヤ改正より、従来運行されていた豊橋発中部国際空港行き一部特別車特急（2005年1月の改正で設定。駅配線の都合上金山駅で折り返していた）と名鉄名古屋駅 - 名鉄岐阜駅間の昼間のミュースカイが廃止され、この時間帯のミュースカイは中部国際空港駅 - 名鉄名古屋駅間の折り返し運転となった。また、深夜には常滑・空港線の上り名古屋方面と名古屋本線の下り一宮方面への最終列車を兼ねた中部国際空港発岐阜行きの全車一般車特急が設定されている。
現在、名岐線 - 常滑線の一部特別車特急は2200系で運転されている。廃車以前の1700系も充当されていた。なお、豊橋発着の列車は登場時が1200系、廃止時点では2200系で運転されていた。

#### 西尾線系統
西尾線系統として、吉良吉田駅から須ヶ口駅までの全車一般車の特急を平日朝1本のみ運行している。かつてこの系統は全車特別車で佐屋駅または吉良吉田駅まで運行されており、1600系や1000系4両編成（以上は2008年まで）や8800系（2005年まで）や7000系（1999年まで）で運転されていた。2008年6月29日のダイヤ改正で、朝の西尾発名古屋行きと夜間の名古屋発西尾行きの各1本が一部特別車化されたほかはすべて、快速急行（現在は急行）に格下げされた（後述）。2023年3月18日のダイヤ改正で、一部特別車の特急が廃止され、全車一般車特急での運用になり、始発駅も西尾駅から吉良吉田駅へ延長された。

#### その他の系統など
平日の朝には、豊川稲荷発岐阜行き快速特急・特急（2200系6両、各1本のみ。本宿駅と美合駅に特別停車）や、河和 - 岐阜の特急（1200系8両または2200系8両または2200系6両、平日のみ。2023年3月までは、平日朝の岐阜発河和行きのうち1本が新木曽川駅を特別通過していた）および内海発岐阜行き特急（平日は1200系、休日は2200系でいずれも6両）などの列車もある。いずれも一部特別車で運転される。
金山駅 - 東岡崎駅では昼間でも混雑が激しいことがある。これは知立駅以東での最先着列車であることと知立駅での利用客が多いこと（実際三河線からの乗り継ぎ客も相当多い）が大きく影響している。名岐間では快速特急・特急は全列車とも新木曽川駅と笠松駅にも停車し（朝の特別通過は先述の通り2023年3月の改正で廃止された）、所要時間が29分 - 31分となっている。唯一両駅通過となるミュースカイも、名岐間は遅延余裕を加味し27 - 28分かけて走る。

#### ミュースカイ・快速特急・特急の運行本数
以上をまとめると、昼間時間帯に名古屋本線内でミュースカイ・快速特急・特急は以下の本数が運行されている（2023年3月18日改正時。ミュースカイのみ全車特別車で他は一部特別車。この記事に記載していない犬山線・常滑線直通列車を含む）。
- 豊橋駅 - 神宮前駅間：快速特急2本、特急2本
- 神宮前駅 - 名鉄名古屋駅間：ミュースカイ2本、快速特急2本、特急6本（このうち常滑線直通：ミュースカイ2本、特急4本）
- 名鉄名古屋駅 - 枇杷島分岐点間：ミュースカイ0本（朝夕は2本）、快速特急2本、特急4本（このうち犬山線直通：下りは快速特急2本、上りは特急2本）
- 枇杷島分岐点 - 名鉄岐阜駅間：下りは特急4本（朝夕はミュースカイ1本が追加）、上りは快速特急2本、特急2本（朝夕はミュースカイ1本が追加）

### 快速急行・急行・準急
2008年12月27日のダイヤ改正より、名古屋本線神宮前駅以東で快速急行は設定されなくなった。

#### 豊橋駅・豊川稲荷駅 - 名鉄一宮駅・名鉄岐阜駅間
豊橋駅 - 名鉄一宮駅間、時間帯によってはこれに加えて豊川稲荷駅 - 名鉄一宮駅間の急行が交互に設定され、合わせて毎時2 - 4本運行される。平日夕方以降の豊川稲荷駅発着列車は、大里駅に特別停車、東岡崎駅 - 豊川稲荷駅間は準急に種別変更され、藤川駅と男川駅にも停車する。平日の朝には、犬山線や津島・尾西線を発着する列車も運転される。また、朝ラッシュ時や夜間には国府行き・伊奈行きも設定されている。
1994年から2000年3月には平日、休日ともに、夕方に豊橋駅 - 新可児駅・御嵩駅間および常滑駅 - 新岐阜駅（現在の名鉄岐阜駅）間の急行が設定されていた。2003年までは朝と夕方以降に、矢作橋駅に特別停車していた。2008年12月のダイヤ改正以降、前後駅（1988年より急行の特別停車を開始。2003年に急行停車駅に昇格）・栄生駅（2005年に急行停車駅に昇格）への特別停車はほぼ行われなくなったが、2011年3月ダイヤ改正では、後述の準急削減により、平日の日中に豊川稲荷発着系統で、二ツ杁と有松の両駅で準急削減を補う特別停車が実施された。
2021年5月ダイヤ改正より、平日日中の豊川稲荷発着系統の運行がなくなった。また土休日は後述の準急がほとんど運行されなくなったため、2011年3月ダイヤの平日日中に行われていた二ツ杁と有松の両駅への特別停車が土休日に変更となった。また、東岡崎駅以東での準急への種別変更と大里駅への特別停車は平日夕方以降を除いてほぼ消滅した。
2021年10月ダイヤ改正より、日中は豊川線の本数が普通のみ毎時2本に減便となるため土休日日中の一部急行が豊川線へは入らなくなり国府駅折り返しとなった。
2023年3月ダイヤ改正より、土休日日中の豊川稲荷駅・国府駅 - 名鉄一宮駅間の急行は後述の豊明駅 - 須ヶ口駅（下り列車は津島線に直通）間の準急に運行区間の短縮および種別格下げが行われた。豊橋駅発着の急行も基本的に名鉄一宮駅での折り返しに短縮され、日中以降基本的に急行は名鉄岐阜駅には行かなくなった。
日中の豊橋駅・豊川稲荷駅・国府駅 - 名鉄岐阜駅・名鉄一宮駅間の急行はそれぞれ以下の駅で優等列車に接続または通過待ちを行う（括弧内は追い越される優等種別の順番）。
- 豊橋発一宮行き：前後駅（快速特急）
- 豊川稲荷発一宮行き：国府駅（快速特急）、堀田駅（特急）
- 一宮発豊川稲荷行き：鳴海駅（特急）
- 一宮発豊橋行き：鳴海駅（快速特急）

朝ラッシュなどは特急停車駅間の知立駅 - 神宮前駅で全く抜かれないこともある。急行の運転時分は、待避時間を除くと豊橋駅 - 名鉄名古屋駅間が60分 - 64分、名鉄名古屋駅 - 名鉄岐阜駅間は最速31分だが、大半は余裕時分が加わり35分前後かかるため、名岐間の表定速度はさほど高くない（このためJR東海道本線の普通列車より遅い。1990年代の最短記録でも現在の特急とほぼ同じ29分）。名鉄名古屋駅以東では必ず快速特急・特急待避を行うため、前後駅以東では夕ラッシュでも混雑することは少ない。
平日は4割以上、休日は8割以上の列車で4両編成となるが、朝夕を中心に6両編成、平日朝の一部と休日夕方の下り1本に8両編成での運転もある。かつては6両編成での運行が多かったが、近年は平日・休日とも4両での運転が増えている。また、待避駅で増結または切り離しを行う列車もある。豊橋駅発着の列車は特急の間合い運用を除いて120km/h運転可能な3100・3150・3300・3500・3700・9100・9500系が充当される。豊川稲荷（国府）発着はこれら7系列に加え6000・6500・6800系（豊川線・尾西線ワンマン車両を含む）での運転もあるほか、2024年3月改正からは5000系での運用も設定されている。朝は特急への送り込み、深夜は特急からの折り返しのため、1200系や2200系での運転も行われている（この場合、特別車は朝の豊橋駅 - 名鉄岐阜駅間の1往復を除いて締め切り）。かつて主流であった2扉SR車（最晩年は少数派である5700系・5300系のみ）による本線急行は、2010年時点では早朝の国府発岐阜行き、深夜の岐阜発伊奈行きなど数本程度残っていたが、2011年3月ダイヤ改正でほとんど消滅し、本線上で見られる急行運用は早朝の名鉄一宮発中部国際空港行き快速急行、深夜に名鉄岐阜発着のごく一部の列車と、後述する西尾線 - 津島線系統一部列車の本線走行区間のみとなった（その後、SR車は2019年に引退した）。
快速急行は2008年12月の改正以降、朝の数本（常滑・空港線に直通する一部の列車を除いて名鉄名古屋駅で急行などに種別変更する）のみ走っている。また準急は国府や豊川稲荷発着のほかは、平日朝の伊奈行き1本のみで、他は東岡崎駅 - 豊橋駅間は急行に種別変更して運行している。現在は豊橋駅を発着する快速急行や準急は設定されていない。なお、豊橋駅を23時台に発車する2本の急行（名古屋行き〈東岡崎駅から準急〉と鳴海行き）は、ともに同駅停車の東海道新幹線下り「ひかり」の接続を取る時刻設定である。2本とも特急の折り返しで、名古屋行きが1200系、鳴海行きが2200系などの共に8両編成（特別車締め切り）を使用する。

#### 西尾線 - 津島・尾西線直通系統
吉良吉田駅 - 佐屋駅または弥富駅間に2本運行している。平日夕方以降における列車種別は、下りでは吉良吉田駅 → （急行） → 神宮前駅 → （準急） → 須ヶ口駅 → （普通） → 佐屋駅、上りでは佐屋駅 → （吉良吉田行きのみ準急） → 須ヶ口駅 → （準急） → 名鉄名古屋駅 → （急行）  → 吉良吉田駅となる。原則として上下とも豊明駅に特別停車する。夜の上り2本と土休日朝の下り1本は西尾駅発着となる。また、土休日のみ豊明駅止まりの列車が夜間に1本存在する。さらに、津島・尾西線に乗り入れず、須ヶ口駅始発となる列車が数本存在する。日中は後述の準急が種別変更せず、土休日夕方以降は運転されないため、本系統は神宮前駅以西は普通列車となり（上りは名鉄名古屋駅で種別変更）、弥富駅まで直通している（上りは佐屋駅始発）。
1998年までは蒲郡駅まで直通しており（末期は西尾駅 - 蒲郡駅間は普通列車）、現在はその名残で終点の吉良吉田駅で蒲郡線方面発着の普通ワンマン列車に接続する。また、2003年3月ダイヤ改正で前後駅が標準停車駅に加わる（1990年代初期に前後駅に特別停車していたこともある）。これ以前のダイヤでは夜間の西尾行きの一部は有松駅にも特別停車していた（佐屋行きは通過）。呼続駅・桜駅・本笠寺駅・本星崎駅・左京山駅・有松駅・中京競馬場前駅の利用者を考慮して、昔から上下線とも鳴海駅で普通に接続し（上りは2003年3月改正時にも一部が前後駅で別の普通へ接続していた）、さらに知立駅で岡崎・豊橋方面発の特急から乗り換えでき、知立駅で岡崎・豊橋方面行きの特急へ乗り換えることができる。現在のダイヤでは豊明駅でも普通に接続する。
原則として3000系列・6000系列・5000系によって運転されている。3000系列は2008年6月29日より入線し、12月27日よりごくわずかだが1380系や5000系も入線している。新安城駅2番線・米津駅・桜町前駅・福地駅・上横須賀駅・吉良吉田駅のホーム有効長の関係から全列車4両編成となっており、上下線とも基本的に新安城駅から須ヶ口駅まで特急・快速特急を待避しない（ただし平日の昼間と土休日は上下とも須ヶ口駅で本線急行に接続し、二ツ杁駅で快速特急（上り）または空港特急（下り）を待避する。また平日夕方は須ヶ口駅で快速特急とミュースカイの通過を待って発車）ので、豊明駅 - 名鉄名古屋駅間では混雑することが多い。またこの系統は余裕時分が全体的に少なめであり遅れも発生しやすい。
1992年までは西尾線内は普通列車で、1999年までは下りの一部は堀田駅で特急（現在の快速特急に当たる系統で、当時は知立駅も通過していた）を待避していたり金山行きや須ヶ口行き、津島行きなどになっていたこともあった。2005年1月から2008年12月までは快速急行として運転されていた。2008年6月から2019年3月までは、朝夕の列車が西尾線内で準急に種別変更していたこともあったが、南桜井駅が急行停車駅に昇格し、西尾線の準急が廃止された後は行われていない。2008年6月のダイヤ改正以前に多数存在した西尾駅発着も夜間の2本と土休日の朝に1本存在する。2005年までこの系統は6000・6500系または5300・5700系で運転されていた。平日の朝には、名鉄一宮発普通吉良吉田行き（名鉄一宮駅 - 名鉄名古屋駅間は快速急行、鳴海駅 - 吉良吉田駅間は急行。大里駅・豊明駅・北安城駅にも停車）。と新鵜沼・新可児発急行吉良吉田行き（広見線内と新安城駅から普通）が各1本（列車種別は名鉄名古屋駅発車時点）運行されている。
2021年5月ダイヤ改正より、土休日は後述の準急がほとんど運転されなくなり、平日夕方以降を除いて2011年3月ダイヤの平日日中とほぼ同様の運行形態となる。2023年3月ダイヤ改正より平日日中の上りも佐屋駅始発に変更された事で、日中は平日・土休日とも概ね運行形態が揃えられた。

#### 名古屋本線 - 津島・尾西線直通系統
土休日夕方以外の時間帯に豊明駅 - （準急） - 神宮前・名鉄名古屋・須ヶ口駅 - （普通） - 佐屋駅・弥富駅間（ただし、日中の上り列車は津島・尾西線に直通しない）に2本運行しており、東岡崎駅 - 豊明駅間と須ヶ口駅 - 名鉄岐阜駅間は、朝ラッシュと深夜を除いて準急の設定はない。
かつてこの系統は三河線の猿投・碧南方面の直通列車であった（運転区間は主に碧南駅 - 弥富駅間。三河線内は普通に種別変更し各駅に停車）。三河線に直通していたころは、三河線内の刈谷駅 - 名鉄名古屋駅間で競合するJR東海道本線への対抗策として、特急増結用の1800系や7700系などのSR車による運行が主体で、碧南駅 - 名鉄名古屋駅間で先着するダイヤが組まれていた時期もある。
この系統は昔から二ツ杁駅・栄生駅・有松駅に特別停車しており、2003年より標準停車駅に前後駅、特別停車駅に中京競馬場前駅が追加され、2005年1月のダイヤ改正時より準急と改称されて現在の停車駅となっている。2005年1月ダイヤ改正以前は名古屋方面から前後駅や豊明駅などへの利用者を考慮して、鳴海駅で普通東岡崎行きに接続していた。一時期鳴海駅で普通へは接続しなくなり、その代わりに前後駅で普通東岡崎行きに接続している（終点の豊明駅では同一ホームでの乗り換えができないため）。下りは起点の豊明駅で普通を待たせてから発車するほかはほとんど普通へは接続しない。
西枇杷島駅や五ノ三駅のホーム有効長の関係から主に3500系・5000系・6000系などの4両で運転される。また、平日深夜には2200系での運用が存在する（須ヶ口発豊明行き、前2両特別車は締切）。下りは二ツ杁駅で特急を待避する（2008年12月ダイヤ改正から2019年3月ダイヤ改正までは一部の列車が二ツ杁駅ではなく西枇杷島駅で待避していた）が、上りは終点の豊明駅まで待避しない（ただし須ヶ口駅で急行の発車と特急の通過を待った後発車）ため、この列車も前後駅 - 名古屋駅間で混雑することが多い。2005年1月ダイヤ改正から2006年4月ダイヤ改正のころは上りはほとんど知立行きで知立駅到着後前後駅まで回送されていた。そのため、このころは豊明駅から準急は上りしか利用できず、下りは1時間あたり4本の普通しか利用できなかった。2006年4月ダイヤ改正から2008年12月ダイヤ改正のころは東岡崎駅まで直通しており（さらに列車番号を変えて伊奈駅まで）、前後駅以東は普通列車になっていた。2003年ダイヤ改正以前は知立駅で特急が発車した後に発車しており、一宮方面と分かれる須ヶ口駅まで待避しなかった。昼間を中心に一部の列車が鳴海駅で折り返していた時期もある。
2011年3月ダイヤ改正からは、平日日中の準急運行が削減された。この時間帯は代わりに前述の豊川稲荷発着の急行が有松駅と二ツ杁駅に特別停車し、西尾線直通の急行が神宮前駅（上りは名鉄名古屋駅）以西で普通に種別変更している。
2021年5月ダイヤ改正からは、土休日の運行がほとんど消滅し（2011年3月ダイヤ改正の平日日中と同様になる）、本系統はほとんど平日夕方以降のみの運行となっていた。
2023年3月ダイヤ改正からは、平日日中の名古屋近郊の速達輸送と土休日日中に設定されていた国府駅 - 名鉄一宮駅間の急行の区間短縮・種別格下げにより、日中に準急が豊明駅 - 須ヶ口駅（下りは須ヶ口駅から普通に変更し津島線へ直通。上りは名鉄岐阜駅または弥富駅から来た須ヶ口止まりの普通が種別と行先を変更して運行を継続。列車によって普通列車の発駅は異なる）間に毎時2本設定された。当該準急は途中で種別を変更しない。急行のダイヤを概ね踏襲するために上下線とも鳴海駅で普通と緩急接続し、下りは堀田駅、上りは二ツ杁駅でそれぞれ特急を通過待ちしている。起点の豊明駅では普通が到着する直前に発車し、須ヶ口駅まで逃げ切るため普通から乗り換えることはできない。

#### 竹鼻・羽島線直通系統
早朝（ただし土休日の岐阜行きはない）に新羽島駅 - （普通） - 笠松駅 - （急行） - 名鉄岐阜駅間に2本運行している。2001年までは竹鼻線でも急行運転する列車も存在していた。2両または4両で運転。1800系も特急の間合い運用として使用される。本線・豊川線急行と同じく笠松駅 - 名鉄岐阜駅間は全列車途中無停車で、岐南駅・茶所駅・加納駅には1本も特別停車しない。早朝や深夜には急行のほか、名鉄岐阜駅から竹鼻線に直通する普通列車も数本運転される。
2021年5月ダイヤ改正より竹鼻線の列車はごく少数を除いて笠松駅で折り返しとなって、名古屋本線へは直通しなくなり、本系統も改正により消滅した。

#### 快速急行・急行・準急の運行本数
以上をまとめると、昼間時間帯に名古屋本線内で急行、準急は以下の本数が運行されている（2023年3月18日改正時。この記事に記載されていない犬山線、常滑線直通列車を含む）。
- 豊橋駅 - 国府駅間：急行2本
- 国府駅 - 新安城駅間：急行4本（土休日の朝と、平日の夕方以降の国府駅 - 東岡崎駅間は急行2本と準急2本、豊川稲荷発着の急行が運転されない時間帯は急行2本）
- 新安城駅 - 豊明駅間：急行6本（豊川稲荷発着の急行が運転されない時間帯は急行4本）
- 豊明駅 - 神宮前駅間：急行6本、準急2本（準急が運転されない時間帯は急行6本、豊川稲荷発着の急行が運転されない時間帯は急行4本・準急2本）
- 神宮前駅 - 名鉄名古屋駅間：下りでは急行6本・準急4本、上りでは急行8本・準急4本（豊川稲荷発着の急行が運転されない時間帯は下りが急行4本・準急4本、上りが急行6本・準急4本）（うち常滑線直通：急行2本・準急2本）
- 名鉄名古屋駅 - 枇杷島分岐点間：急行6本・準急4本（準急が運転されない時間帯は急行4本・準急4本）（うち犬山線直通：急行2本・準急2本）
- 枇杷島分岐点 - 須ヶ口駅間：急行4本・準急2本（豊川稲荷発着の急行が運転されない時間帯は急行2本・準急2本、準急が運転されない時間帯は急行4本、うち2本が二ツ杁駅に特別停車）
- 須ヶ口駅 - 名鉄一宮駅間：急行4本（豊川稲荷発着の急行が運転されない時間帯は急行2本）
- 名鉄一宮駅 - 名鉄岐阜駅間：運転なし

### 普通
全列車各駅に停車し、豊橋駅には乗り入れない。2両・4両が多いが、朝ラッシュ時などには6両での運転も見られる。6両の場合、ホームが4両分しかない駅ではドアカットが行われる。豊橋駅を発着する列車は線路容量の関係で快速特急・特急・急行のみとなっており、普通列車は伊奈駅までの運行となる（準急も同じく）。待避可能な駅の多くで優等列車と接続または追い越されるため、主要駅間を普通のみで乗り通すとかなり時間がかかる（特急停車駅間の知立駅 - 神宮前駅間を例にすると、快速特急・特急15分程度、急行20分程度に対し普通45 - 50分程度。朝ラッシュ時などは追い越されないこともある）。

#### 伊奈駅 - 東岡崎駅間
伊奈駅 - 東岡崎駅間は毎時2本の運行。ほとんどの列車が東岡崎駅到着後、行き先を犬山線の岩倉駅に変更して名古屋方面へ運行を継続する。平日朝の豊橋方面では、1本のみ豊川線への直通列車がある。また、平日の最終列車は国府駅止まりである。朝ラッシュ時は夜間滞泊駅の伊奈駅から名古屋方面への送り込みを兼ねて3 - 4本運行されるが、この区間の普通列車のみ停車する駅の利用者は名鉄全体で比較してもかなり少なく、ホームも4両対応であるため基本的に2両または4両で運転される。他の運転区間に比べて駅間距離が比較的長いため、普通列車でも表定速度はやや高い。
伊奈駅 - 東岡崎駅間では日中はそれぞれ以下の駅で優等列車に接続または通過待ちを行う（括弧内は追い越される優等種別の順番）。
- 伊奈発東岡崎行き：国府駅（特急）、本宿駅（本線急行、快速特急、豊川急行または準急ただし昼間は豊川急行の運行なし）、美合駅（特急、ただし準急が運行される時間帯のみ）
- 東岡崎発伊奈行き：美合駅（本線急行ただし昼間を除く）、本宿駅（快速特急、本線急行ただし昼間のみ）、国府駅（特急）

東岡崎駅では名古屋方面から同駅で終点となった普通列車（日中は犬山発、土休日朝と夕方以降は岩倉発）が折り返さずにそのまま列車番号と行き先を変更して同駅発の列車となり、日中は特急、土休日朝と夕方以降は快速特急から接続を受けた後に発車する。
豊橋駅を発着する列車の設定がないために伊奈駅で豊橋発着の急行に接続している。
2021年5月22日改正後は平日日中の上り列車の待避駅が美合駅から本宿駅に変更となっている（2023年3月18日改正後は土休日日中も）。

#### 東岡崎駅 - 須ヶ口駅間
日中は東岡崎駅 - 岩倉駅間、東岡崎駅 - 犬山駅間の列車が交互に設定され、東岡崎駅 - 神宮前駅間は毎時4本の運行となる。このほか名古屋方向では朝ラッシュ時と夜間には名鉄岐阜（名古屋本線経由）・新鵜沼・佐屋・弥富・金山・須ヶ口行きが少数設定され、豊橋方向では朝7・8時台と夜間に豊明行き、夜間には新安城行きが設定されている。また、平日朝にごく一部、鳴海駅 - 神宮前駅・名鉄名古屋駅間のみ急行に種別変更する列車もある。東岡崎駅では岩倉発着の列車はそのまま名古屋方面へは折り返さず、列車番号と行き先を変えて伊奈駅まで延長運転される（昼間は犬山発）。大半が4両で運行されるが、一部2両、6両の運用がある（一部列車は新安城駅、豊明駅、鳴海駅などで増解結をすることがある）。特急連結用車両である1800系の運用も豊明駅以西で存在している。
東岡崎駅 - 豊明駅間の日中の普通列車は2003年ダイヤ改正以前は基本岩倉発着の毎時2本のみの運行であり、犬山発着の列車は豊明駅発着であった（時間帯により発着駅に変更あり）。2023年3月18日改正後は夜間に豊明行きが増えている。
東岡崎駅 - 神宮前駅間では日中はそれぞれ以下の駅で優等列車に接続または通過待ちを行う（括弧内は追い越される優等種別の順番）。豊川急行は昼間は運行されず、代わりに準急が運行される。
- 東岡崎発犬山行き：新安城駅（豊川急行・特急）、豊明駅（西尾急行・本線急行・快速特急・準急（始発、平日夕方以降のみ））、鳴海駅（豊川急行または準急・特急）
- 東岡崎発岩倉行き：新安城駅（本線急行・快速特急）、前後駅（豊川急行・特急）、鳴海駅（西尾急行）、本笠寺駅（快速特急・本線急行）
- 岩倉発東岡崎行き：本笠寺駅（豊川急行・特急）、鳴海駅（準急（日中のみ））、前後駅（準急（平日夕方以降のみ）・快速特急・本線急行）、豊明駅（西尾急行）、新安城駅（特急・豊川急行）
- 犬山発東岡崎行き：本笠寺駅（本線急行・快速特急）、鳴海駅（西尾急行）、前後駅（特急・豊川急行）、新安城駅（快速特急・本線急行）

上記のほかに矢作橋駅では名古屋方面のみ待避が可能で、平日朝のごく一部の列車が実施している。急行停車駅の堀田駅では通過待避しかできないため普通列車はほとんど待避しない。
神宮前駅 - 金山駅間は常滑線へ直通する列車（金山駅 - 内海駅・河和駅・知多半田駅・常滑駅・中部国際空港駅）も日中毎時4本運行されているため、下り10本、上り8本になっている。2005年1月のダイヤ改正までの常滑線直通列車の運行系統は上りは岐阜方面から知多半田方面への運転で、下りは常滑方面から津島線（主に佐屋行き）方面だった。構造上、金山駅でも待避が可能であるが、本数が非常に多く、常滑線直通列車は金山駅が起終点であるため名古屋本線豊橋方面を発着する普通列車はごく一部を除いて金山駅では待避しない。
枇杷島分岐点 - 須ヶ口駅間は名古屋市近郊にもかかわらず普通列車の本数が日中毎時2本と少ない。これはこの区間の駅間距離が短く、普通のみの停車駅（西枇杷島駅・新川橋駅）よりも隣接する優等列車停車駅（二ツ杁駅・須ヶ口駅）や、名鉄名古屋方面への有効本数が多い東枇杷島駅に利用客が流れていることによるものであり、また運行形態からこのような現象が起きているととらえることもできる。この区間は前述の豊明駅 - 佐屋駅間の準急（平日日中と土休日は吉良吉田駅 - 弥富駅間の急行）が、下りは神宮前駅以西、上りは名鉄名古屋駅以西でそれぞれ普通列車に種別変更して走っているのみであり、日中に豊橋方面から普通のまま直通する列車や岐阜方面または常滑線から直通する列車は設定されていない。また種別変更する駅の関係上、山王駅では上下線で停車する本数が下り6本、上り4本と異なる。
2021年5月22日のダイヤ改正より平日日中に豊川急行が削減されたため、補完のために常滑線からの普通列車が金山駅から須ヶ口駅・津島線方面へ毎時2本区間延長されており（下りは知多半田発佐屋行き、上りは須ヶ口発河和・内海行き）、山王駅・東枇杷島駅・西枇杷島駅・新川橋駅における普通列車の停車本数が増加している。上りに関しては名鉄岐阜駅から来た須ヶ口止まりの列車が終点到着後に列車番号と行き先を変えて運行を継続しているもので、急行を補完するため津島線列車からの接続を受けて発車し、常滑線大江駅まで先着（但し二ツ杁駅で特急を通過待ちする）するダイヤが組まれている。
2023年3月18日の改正で平日日中に前述の準急が設定されたために金山駅 - 須ヶ口駅での普通列車の区間延長はなくなり、当該時間帯の常滑線からの普通列車は金山駅折り返しに戻された。
神宮前駅 - 須ヶ口駅間では日中はそれぞれ以下の駅で優等列車に接続または通過待ちを行う（括弧内は追い越される優等種別の順番）。
平日14時台まで、土休日（金山発の常滑線直通列車は除く）
- 佐屋発吉良吉田行き：須ヶ口駅（本線急行）、二ツ杁駅（快速特急）
- 吉良吉田発弥富行き：二ツ杁駅（空港特急）、須ヶ口駅（本線急行）

平日15時台から
- 弥富発豊明行き：須ヶ口駅（豊川急行・空港特急）
- 豊明発佐屋行き：二ツ杁駅（本線特急、夕方以降1時間に1本ミュースカイ）、須ヶ口駅（豊川急行、ただし特急佐屋行きが運行される時間帯は1時間に1本接続なし）

#### 須ヶ口駅 - 名鉄岐阜駅間
この区間では須ヶ口発着列車が名鉄岐阜駅との間で毎時4本運行される。区間列車として須ヶ口駅 - 名鉄一宮駅間および名鉄一宮駅 - 名鉄岐阜駅間のみの列車が少数設定されている。また、平日早朝と夜間には竹鼻線・羽島線直通列車も運行される。名鉄一宮駅 - 名鉄岐阜駅間の普通停車駅に4両ホームの駅が存在するため、この区間は基本的に2両または4両で運転される。普通列車のみ停車する駅では利用者がそれほど多くないが、特急の間合い運行の1800系による2両または4両での運転が他の区間に比べてやや多くなっている。2200系が運転を開始した2005年以降は、3100・3150・9100系による2両単独運行も多い。2021年5月22日のダイヤ改正より、平日日中に限り2本目と4本目の上り列車は終点の須ヶ口駅で行き先を河和線の河和駅または知多新線の内海駅に変更して運行を継続している（前述の列車。2005年1月ダイヤ改正以前の運行形態に近い）。2023年3月のダイヤ改正で前述の通り須ヶ口駅から先へ運行を継続する場合の行き先は河和線方面から豊明駅に、種別も準急へと変更されている。このため以前より4両での運転が増えている。この区間の列車も2021年10月30日のダイヤ改正で21時台以降は一部削減されており、毎時2本程度の運行となっている。
須ヶ口駅 - 名鉄岐阜駅間では日中はそれぞれ以下の駅で優等列車に接続または通過待ちを行う（括弧内は追い越される優等種別の順番）。
1本目と3本目
- 須ヶ口発岐阜行き：新清洲駅（本線急行、ただし平日夕方以降のほかは須ヶ口駅で連絡するため新清洲での待避なし）、国府宮駅（一部ミュースカイ、本線特急）、新木曽川駅（空港特急）
- 岐阜発須ヶ口行き：新木曽川駅（快速特急、一部ミュースカイ）、名鉄一宮駅（豊川急行、始発、ただし夕方以降のみ）、国府宮駅（空港特急）、新清洲駅（本線急行）

2本目と4本目
- 須ヶ口発岐阜行き：国府宮駅（空港特急）、新木曽川駅（一部ミュースカイ、本線特急）
- 岐阜発須ヶ口行き：新木曽川駅（空港特急）、名鉄一宮駅（本線急行、始発）、国府宮駅（快速特急、一部ミュースカイ）

このほかに一部の列車は岐南駅でも優等列車の通過待ちをしている（ただし日中は通過待ちがない）。

#### 普通列車の運行本数
以上をまとめると、昼間時間帯に名古屋本線内では以下の本数の普通が運行されている。
- 豊橋駅 - 伊奈駅間：運転なし
- 伊奈駅 - 東岡崎駅間：2本
- 東岡崎駅 - 神宮前駅間：4本
- 神宮前駅 - 金山駅間：下りは10本、上りは8本（このうち常滑線直通：4本）
- 金山駅 - 名鉄名古屋駅間：下りは6本、上りは4本（このうち犬山線直通：4本）
- 名鉄名古屋駅 - 東枇杷島駅間：6本（このうち犬山線直通：4本）
- 東枇杷島駅 - 須ヶ口駅間：2本（基本的に津島線直通）
  - 時刻表上では金山駅 - 須ヶ口駅間の普通列車が名古屋本線の普通列車として扱われず、津島線もしくは犬山線の普通列車として扱われることがある（大部分が須ヶ口駅から国府宮・一宮方面へ行かないため）。
- 須ヶ口駅 - 名鉄岐阜駅間：4本

### 最高速度
歴史で後述するとおり、名古屋本線では成立時より東海道本線という競合線が存在し、優等列車主体の都市間連絡ダイヤを構成するため、伝統的に高速運転が行われてきた。
戦後では認可速度95km/hから始まり、1953年に100km/h、1959年には105km/h、1961年からは特急で110km/h運転が認可された。1990年以降は線形の良い一部区間で120km/h（増圧ブレーキ・ABS装備車両のみ）となり、軌間が1067mmである在来私鉄の路線としては高速の部類に入る。なお120km/h運転開始に当たっては、車両以外の面でも下記のような改良、準備が行われている。
優等列車（豊橋発着の急行を含む）の最高速度120km/h運転は、伊奈駅 - 名電長沢駅（上りは実質名電赤坂以東）、矢作橋駅 - 知立駅（実質は牛田以東）、新清洲駅 - 木曽川堤駅（妙興寺 - 名鉄一宮のみ実質115km/h）の各区間で、対応車種により実施されている。なお豊橋発着の急行については、ダイヤは7000系の走行性能を基準とする最高速度110km/hで組まれている。一方で、すべての普通列車（駅間距離がおおむね2.5km以上で速度制限の緩い箇所のみ）と豊川線を含む支線直通の急行は、6000系に合わせて最高速度100km/hのダイヤとなっている。準急については、早朝・深夜の運行距離が長い列車は「豊橋発着の急行」に、その他大部分の区間列車は「支線直通急行」や普通に準じている。
- 快速急行、急行、準急については、使用車両（・編成）の最高速度が上記ダイヤ作成上の最高速度よりも高い場合、特に復旧運転などで車両の最高速度にて走行することが多い。これは犬山線や常滑線・空港線でも同様である（ただし、両線では110km/hまで。常滑線・空港線は特急以上が120km/h）。以前は逆に車両（6000系）の最高速度の方が低いというケースがあったが、現在は解消している。
- 1990年、最初に120km/h運転が開始されたのは、先行的に60kgレールの敷設が完了していた国府駅 - 名電長沢駅間と新一宮駅（現在の名鉄一宮駅） - 新木曽川駅間であった。以来、徐々に120km/h区間を拡大してきたわけだが、その中には現在も50kgNレールのままの区間がある（特に下り線に多い）。50kgNレールの区間については当初110km/hに留めていたところを115km/h、そして120km/hへと段階的に引き上げている。なお他社に比べ遅れていたPCマクラギ化も、1990年ごろには本線のほぼ全区間で完工した。
- 停車駅間でみた最高平均速度は、下り快速特急の東岡崎駅 - 知立駅間で94.8km/hを記録する（13.3kmを8分25秒で走破する）。次いで特急の国府駅 - 東岡崎駅間が94.4km/h、以下快速特急の豊橋駅 - 東岡崎駅間が90.5km/h、特急の東岡崎駅 - 新安城駅間が90.0km/hと、線形が良好で停車駅間が長い東部方面の速さが際立つ[注釈 12]。
- 特にスピードアップ・所要時分短縮に積極的であった1990年代は、フルノッチで区間最高速度まで加速した後、並列全界磁ノッチ（VVVF車は5ノッチあるうちの3 - 4ノッチ）に入れ直して最高速度を維持するという、現有車両では実際に搭載されていない定速度制御機能に近づける運転操作が標準であった。運転時分に余裕が出てきた近年でも、常滑線内におけるミュースカイや、運転状況あるいは運転士によっては本線において現在も行われている。
- 120km/h化区間以外でも2006年に高架化された鳴海駅付近など、全般的に線形改良、軌道強化などによって区間最高速度、カープやポイントの通過制限速度が引き上げられた箇所は多い。分岐器（ポイント）の直線側通過速度はかつての95 - 100km/h（ごく一部の駅にはノーズ可動式を設置し制限なし）から、弾性ポイントの導入によって多くが速度制限なしとなっている。また、以前に比べて中継信号機や減速信号が現示可能な信号機が増えたのも目立つ点である。ちなみに注意信号の制限速度は65km/h、減速信号は85km/hで、名鉄の本線系路線においては注意・減速ともに制限速度がJRよりも10 - 20km/h高い（本線でも豊橋駅 - 平井信号場間はJRの規則に従うので例外。また、場内信号機から分岐器までの距離が短い場合の分岐側に関しては、同じ注意信号でもATS照査により制限45 - 50km/hとなっている）。
- 各線からの列車が集中する神宮前駅 - 枇杷島分岐点間は平行ダイヤとなるため、駅間ごとの最高速度はおおむね列車種別に関わらず同じか、差があっても最大10km/h程度である（神宮前駅 - 金山駅95km/h、名鉄名古屋駅 - 栄生駅75km/hなどはすべての列車種別で同じ。名鉄名古屋駅→山王駅のみは準急以上100km/h・普通85km/h）。
- 優等列車の表定速度に関しては、最高速度110km/hの時代では定速度制御機能を備えた7500系により1969年に豊橋駅 - 新岐阜駅（現在の名鉄岐阜駅）間を76分運転、また120km/hとなってからは編成出力の高い1200系などにより1997年に同区間71分運転を実現しピークを迎えたが、いずれもその後は停車駅や停車時分・余裕時分を増やしたことにより、徐々に遅くなる（所要時間が延びる）傾向にある。2008年12月のダイヤ改正により日中以降の快速特急・特急が笠松駅と新木曽川駅に停車するようになってからは、名鉄名古屋駅 - 豊橋駅間は停車駅を最小限に抑えてJRとのスピード競争でしのぎを削り、名鉄岐阜駅 - 名鉄名古屋駅間は速達性をJRに譲って地域間輸送に重点を置くといった東西間で対照的な図式が色濃く出ている。

### 列車種別・停車駅の変遷
1936年8月改正 （名岐線・豊橋線時代）
- 神宮前駅 - 吉田駅間で特急運転開始（1927年6月1日改正、愛知電気鉄道）。
- 押切町駅 - 新岐阜駅間全通。特急運転開始（1935年4月29日改正、名岐鉄道）。

1948年5月16日改正
- 名古屋本線が成立し、東西直通運転を開始。特急、急行、準急を設定。

1969年7月6日改正
- 急行列車を廃止し、特急・準急・普通の3種別体制とする（1967年8月22日改正）。
- 知立駅通過の特急を（旧）快速特急とする（1969年7月6日改正）。

1979年7月29日改正
- （旧）快速特急を廃止し、急行を復活（1970年12月25日改正）。
- 座席指定でない特急を「高速」とし、特急・高速・急行・準急・普通の5種別体制とする（1977年3月20日改正）。

1985年3月14日改正

1997年4月5日改正
- 高速を特急に、準急を急行に統合し、特急・急行・普通の3種別体制とする（1990年10月29日改正）。
- （旧）快速急行を設定（1995年4月5日改正）。

2005年1月29日改正
- （旧）快速急行廃止（2003年3月27日改正）。
- （現）快速特急、（現）快速急行を設定し、準急を復活。快速特急・特急・快速急行・急行・準急・普通の6種別体制とする（2005年1月29日改正）。

2023年3月18日改正 （現行ダイヤ）
- ミュースカイを設定。神宮前駅 - 豊橋駅間の快速急行廃止（2008年12月27日改正）。

## 使用車両
100系、300系、4000系以外の各車両が2-8両の編成を組んで使われる。2000系は神宮前駅以東への定期運用がない。また、一時期5000系の豊橋駅への乗り入れが消滅していたが2023年3月改正で復活した。なお、2024年3月改正で再度消滅した。6000系列は豊橋駅への定期運用はない。一部特別車特急用の2200系と1200系は朝や深夜の間合い運用として急行・準急・普通に使用されることもあるが、平日朝の急行数本を除いて豊橋寄り2両（特別車）は締切扱い（ドアカット）となる。

### 名古屋本線成立前の車両
名古屋本線前身の名岐線・豊橋線時代の車両
- 名岐鉄道デボ800形電車（名岐線開業時の特急車）
- 愛知電気鉄道電7形電車（愛電豊橋線全通時の特急車）
- 愛知電気鉄道デハ3300形電車（愛電超特急「あさひ」用の特急車）
- 名鉄3400系電車（名鉄豊橋線用の流線型特急車）

## ボトルネックとなっている区間

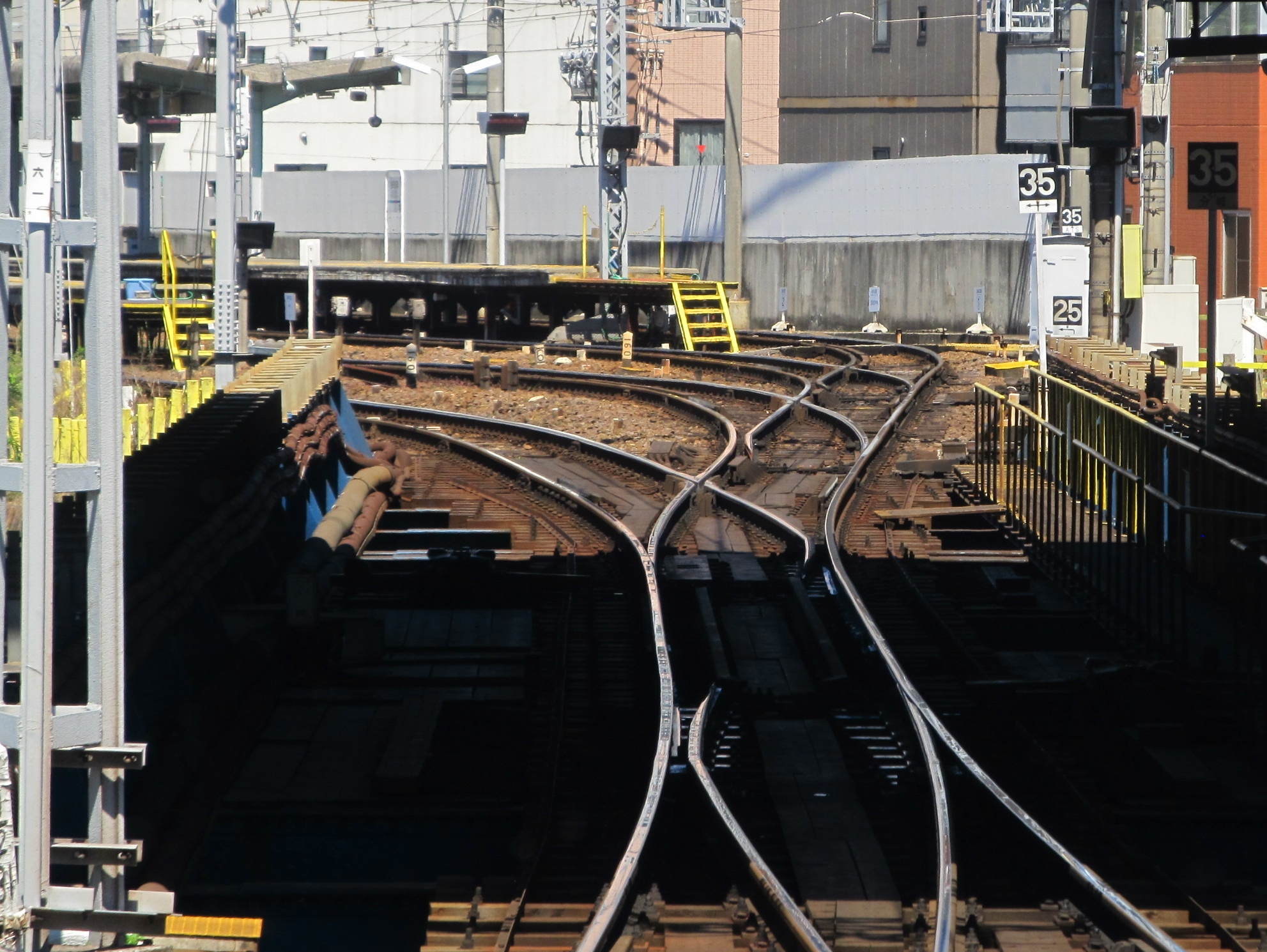
名鉄岐阜駅構内にある単線区間
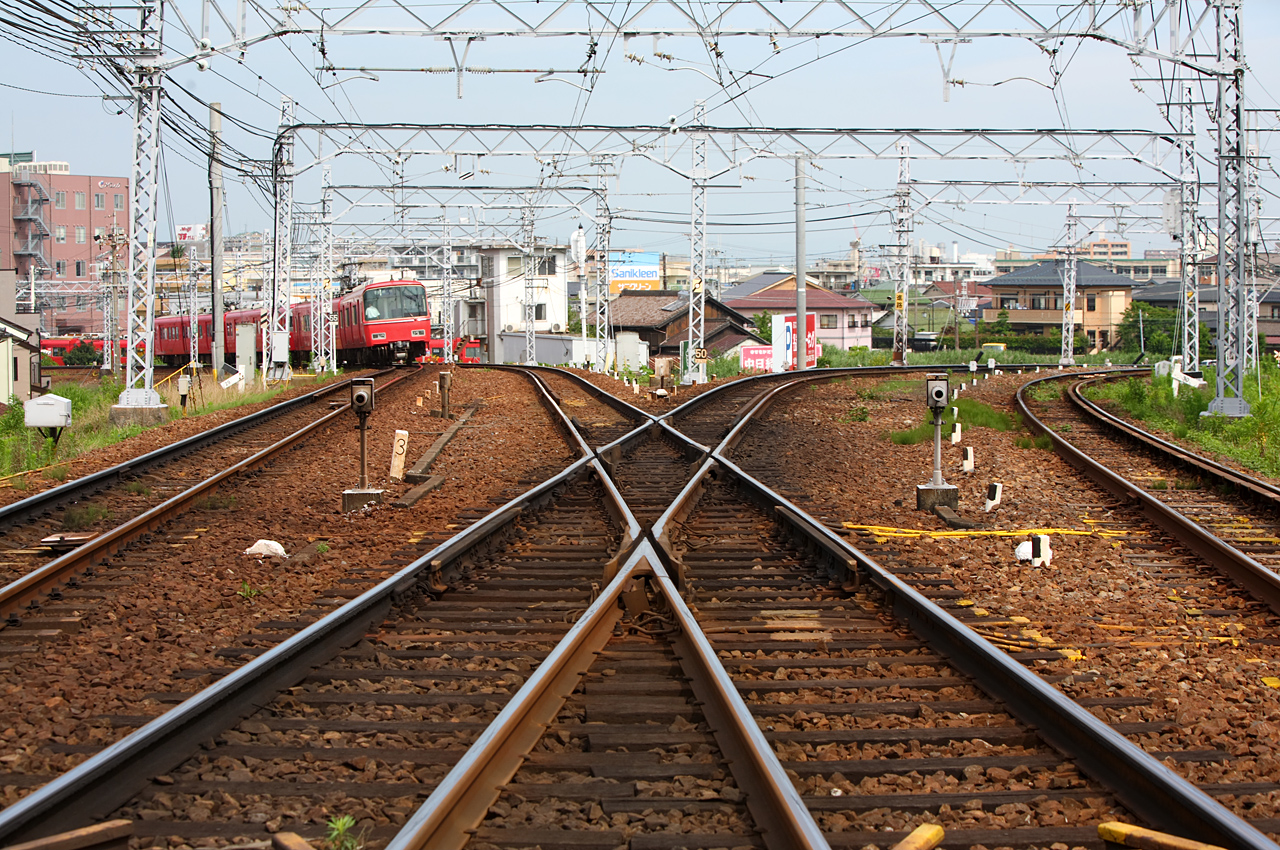
枇杷島分岐点
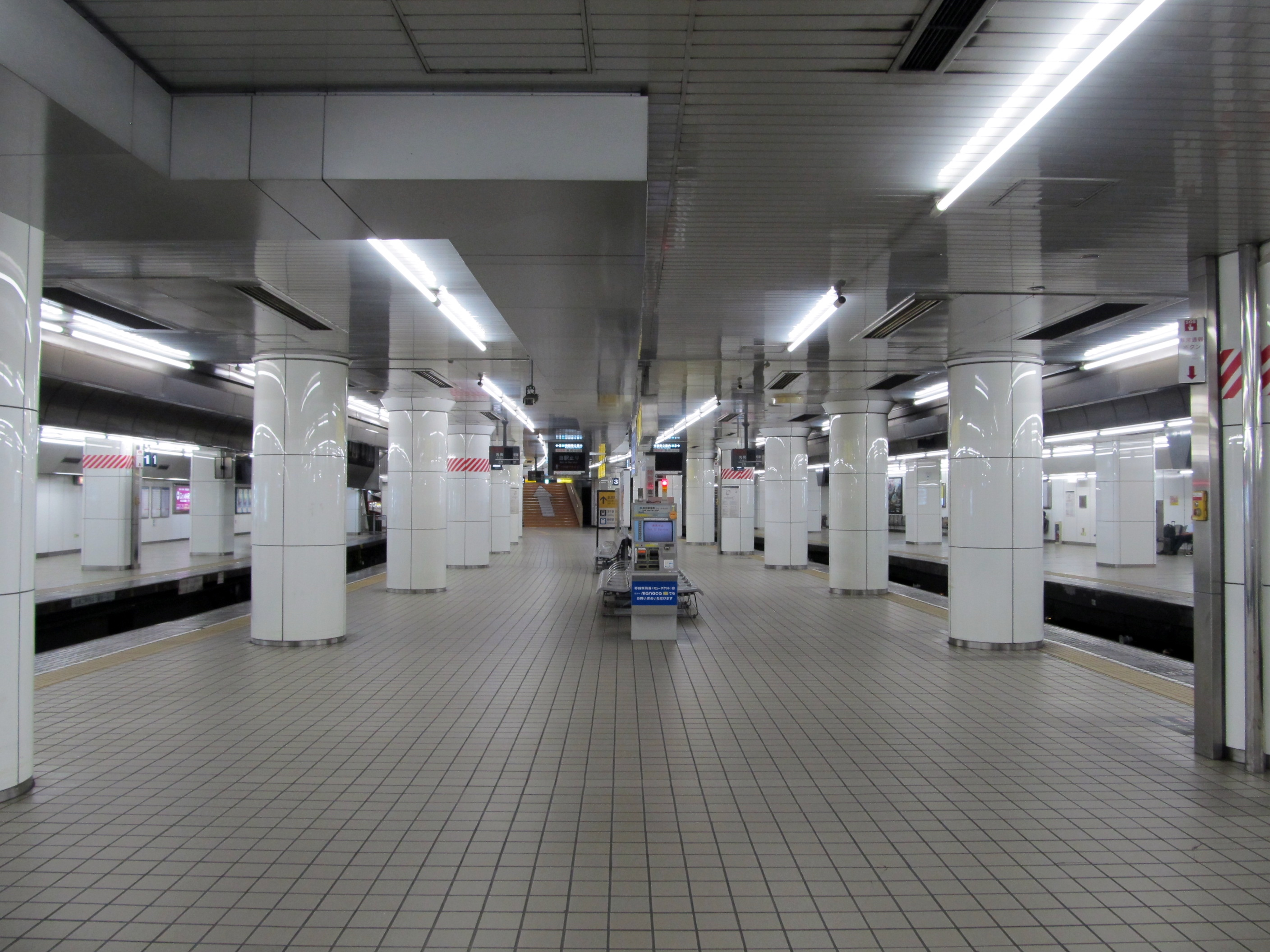
名鉄名古屋駅ホーム

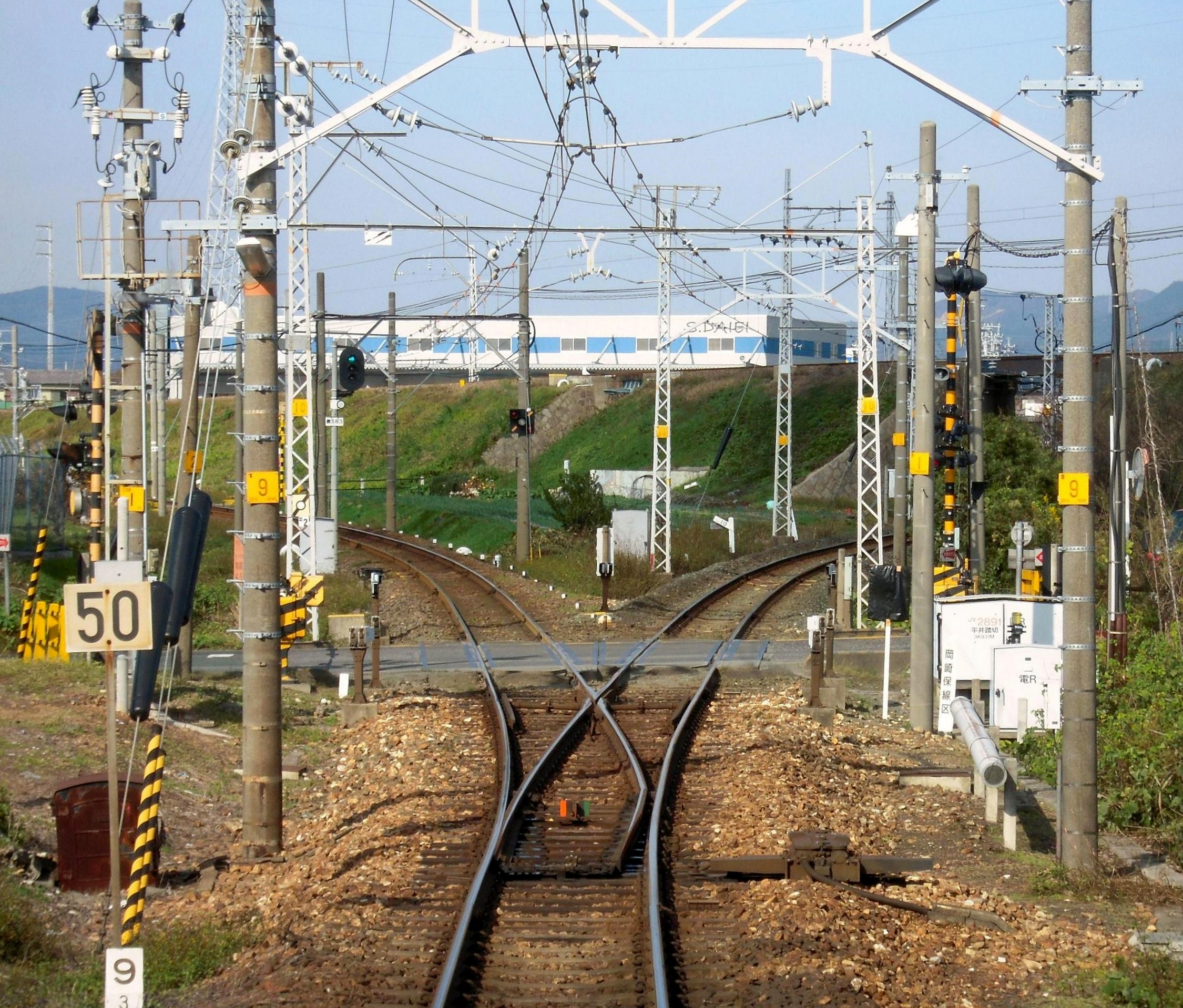
平井信号場
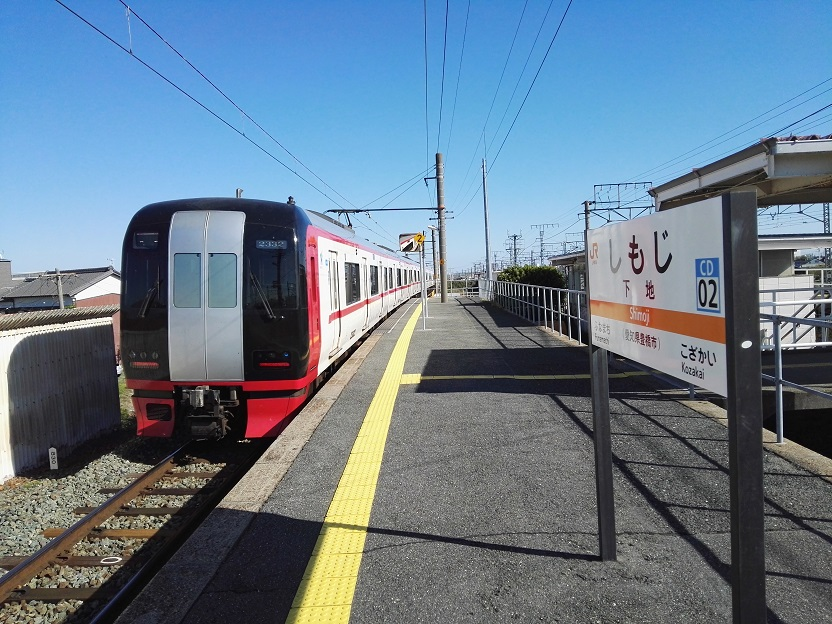
下地駅を通過する名鉄列車
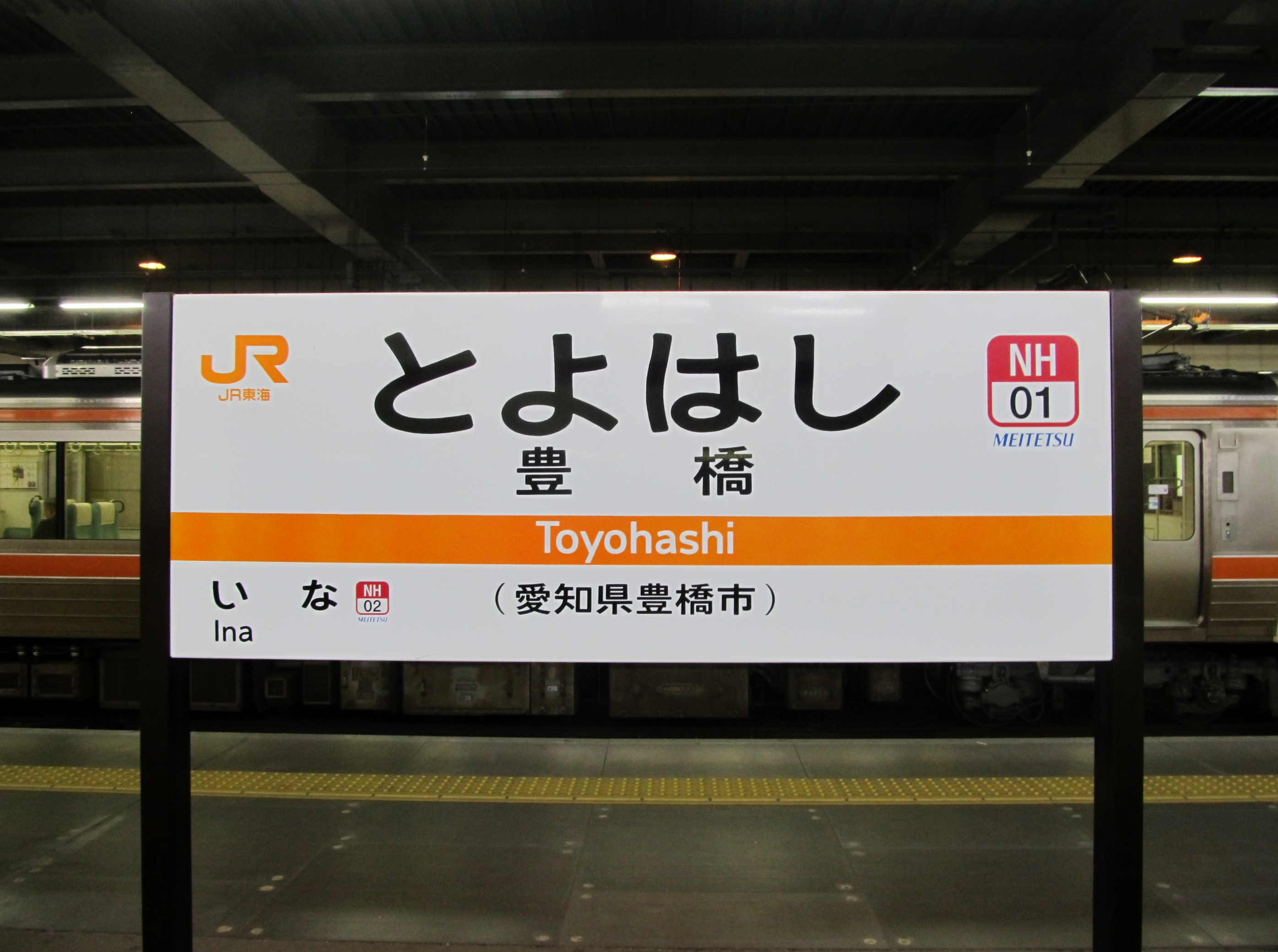
JR東海形式の豊橋駅 駅名標

名古屋本線の特徴の一つは、運行面においてボトルネックとなっている区間がいくつか存在している点である。
その代表例として、下記に挙げる名鉄岐阜駅構内にある単線区間・枇杷島分岐点・名鉄名古屋駅・豊橋駅から平井信号場までの区間である。
名鉄岐阜駅構内にある単線区間
名鉄岐阜駅には構内に単線区間があり、同駅を発着する列車の同時発着ができない。また、JR岐阜駅の高架化の際にこの単線区間の上に東海道本線と高山本線の高架橋を架けたため、現状では複線化が困難になっている。
岐阜市内の名古屋本線においては高架化の計画があり、その附帯事業の一環として複線化も同時に行われる模様。
枇杷島分岐点
複線どうしの平面交差となっており、名古屋本線の上り列車と犬山線の下り列車が同時通過できない。また、両線の上り列車がほぼ同時に接近した場合も、どちらかが信号待ちとなる。ただし、名古屋本線の下り列車と犬山線上り列車の同時通過は可能である。
名鉄名古屋駅
名鉄の各路線から名鉄名古屋駅方面へ向かう列車は非常に多く、枇杷島分岐点 - 金山駅間の区間は複線のため、この区間には大量の列車が集中する。名鉄名古屋駅では大量の列車本数を捌く必要性があるが3面2線のみのホームとなっている。
名鉄名古屋駅では、上り下りとも大量の列車が発着するため、乗降をスムーズするための工夫がされている。中央の1面は降車専用ホーム、他の2面はそれぞれ上り・下りの乗車専用ホームとなっている。乗車専用ホームの1・4番線では、各方面ごとに乗客が並べるように乗車位置が分けられているという特徴がある。
しかし、この旅客案内自体が不慣れな者には難解であり、一宮経由・犬山経由の2通りの経路を走行する列車が組まれていた岐阜行きの列車、編成両数が極端に異なる列車の混在、途中駅での種別変更や特別停車を行う列車などの存在も相まって乗車時の混乱を招き、旅客の乗降車の遅延に繋がりやすい。また、名鉄線内での遅延は名古屋本線から直通先の末端支線まで広く影響することが多く、ひとたび大規模なダイヤ乱れが発生すると発車順序の突発的な入れ替わり、到着列車の種別・系統の偏りなどが混雑に与える影響も他の鉄道会社のターミナル駅より多大なものになりやすい。
- 名鉄岐阜駅構内にある単線区間
- 枇杷島分岐点
- 名鉄名古屋駅ホーム

JR東海との共用区間
豊橋駅から平井信号場の区間は、名鉄とJR東海がそれぞれ単線を所有し、同一線路を複線として共用することで名古屋本線とJR飯田線の列車が運行されている。名鉄は豊橋方面への単線を、JR東海は名鉄岐阜方面および飯田線の中部天竜方面への単線を所有している。
両社の単線を共用する形となるため、当路線の豊橋駅への運行本数は上限があり、最高速度は飯田線と同じ85 km/hに制限されている。この区間にある船町駅・下地駅はJR東海の専用駅で、名鉄の列車は停車しない。
飯田線内で遅延が発生した時の復旧は飯田線を優先とするため、名鉄の列車が伊奈駅で運転を打ち切らざるを得ない場合もある。また、お盆や年末年始など、名鉄が土休日ダイヤ、JRが平日ダイヤと異なる場合は、名鉄が時刻変更する措置が取られる。
なお、この区間では特急列車に搭載されているミュージックホーンはJR東海の規則により使用されない。
- 平井信号場
- 下地駅を通過する名鉄列車
- JR東海形式の豊橋駅 駅名標

## 歴史
豊橋駅 - 名鉄名古屋駅間は愛知電気鉄道により都市間をほぼ一直線に結ぶ高速鉄道として建設され、名鉄名古屋駅 - 名鉄岐阜駅間は名古屋鉄道が合併した会社の路線が繋がり成立した。

### 名岐線
現在の枇杷島分岐点 - 丸ノ内駅間は名古屋電気鉄道、丸ノ内駅 - 国府宮駅間は名古屋鉄道（初代）、国府宮駅 - 名鉄一宮駅間は尾西鉄道、名鉄一宮駅 - 笠松駅間は名岐鉄道、笠松駅 - 名鉄岐阜駅間は美濃電気軌道により開業した。
最初の開通区間は枇杷島橋駅（現在の枇杷島分岐点） - 須ヶ口駅間で、1914年（大正3年）に開業した。名岐線で最後に開通したのは新一宮駅（現在の名鉄一宮駅） - 新笠松駅（現在の笠松駅）間で、1935年（昭和10年）のことである。それまでの名岐間の連絡は木曽川線（尾西線新一宮駅 - 玉ノ井方面の旧名称）の木曽川橋駅（廃止：玉ノ井駅の北にあった）と笠松線の笠松駅（3代目。現在の西笠松駅）の間を木曽川を介して行われていたが、名岐線全通により、当時の名古屋側のターミナルで今の名古屋駅の北東にあった一宮線押切町駅から新岐阜駅（現在の名鉄岐阜駅）まで直通の特急が運転された。
建設の経緯については「名古屋鉄道#名古屋電気鉄道」も参照。
- 1914年（大正3年）
  - 1月23日：名古屋電気鉄道が津島線として枇杷島橋駅 - 須ヶ口駅 - 新津島駅（現在の津島）間を開業。
  - 6月2日：美濃電気軌道が笠松線として笠松口駅（初代） - 広江駅（後に廃止）間を開業。
  - 9月22日：名古屋電気鉄道が清洲線として須ヶ口駅 - 丸ノ内駅 - 清洲駅（後の清洲町駅）間を開業。
  - 12月14日：上川手駅を茶所駅へ改称届出[8]。
  - 12月26日：美濃電気軌道笠松線 広江駅 - 新岐阜駅間が開業。
- 1916年（大正5年）
  - 2月1日 - 笠松口駅（初代）を笠松駅 （初代）に改称[9]。
  - 10月1日 - 笠松駅 （初代）を笠松駅 （2代）へ移転[10]。
- 1917年（大正6年）
  - 2月1日：八剣 - 境川間の印食駅廃止[8]。
  - 5月1日：笠松（初代） - 八剣間の下徳田駅廃止[8]。
- 1921年（大正10年）
  - 7月1日：名古屋電気鉄道が津島線・清洲線などを名古屋鉄道へ譲渡。
  - 9月21日 - 竹鼻鉄道との接続のため、笠松駅 （2代）を笠松駅 （3代）へ移転し、笠松駅 （2代）および旧線区間廃止[11]。
- 1924年（大正13年）2月15日：尾西鉄道が中村線として国府宮駅 - 新一宮駅間を開業。
- 1925年（大正14年）8月1日：名古屋鉄道が尾西鉄道の路線を譲り受け、国府宮駅 - 新一宮駅間を国府宮支線とする。
- 1928年（昭和3年）
  - 1月24日：大和駅（現在の島氏永駅）開業。島駅・氏永駅廃止。
  - 2月3日：西清洲駅（現在の新清洲駅） - 国府宮駅間が開業[12]。国府宮駅 - 新一宮駅間が複線化。国府宮支線を名岐線と改称。
  - 4月10日：丸ノ内駅 - 西清洲駅間が開業（この日までに丸之内駅を丸ノ内駅に改称[8]）。須ヶ口駅 - 丸ノ内駅間が複線化。須ヶ口駅 - 新一宮駅間を名岐線、丸ノ内駅 - 清洲駅間を清洲線とする。
- 1930年（昭和5年）
  - この年までに妙興寺駅 - 新一宮駅間の花池駅廃止。
  - 8月20日：名古屋鉄道が美濃電気軌道を合併[13]。
  - 9月1日：大和駅を島氏永駅に改称。
  - 9月5日：名古屋鉄道が名岐鉄道に社名変更[13]。
- 1935年（昭和10年）
  - 4月29日：新一宮駅 - 新笠松駅（2代）間が開業。笠松口駅 - 八剣駅間に新笠松駅 （2代）開業。新笠松駅 （2代） - 広江駅間が複線化。名岐線を須ヶ口駅 - 新岐阜駅間とする。
  - 8月1日：名岐鉄道が愛知電気鉄道を合併、名古屋鉄道に社名変更。
- 1936年（昭和11年）
  - 5月：新笠松駅 （2代）を笠松駅 （4代）に改称[14]。
  - 9月15日：黒田駅開業。
- 1939年（昭和14年）3月1日：木曽川堤駅開業。
- 1941年（昭和16年）
  - 2月10日：馬寄駅を石刀駅に改称。
  - 8月12日：新名古屋地下トンネルが竣工し、新名古屋駅 - 枇杷島橋駅（現在の枇杷島分岐点）間が開業。枇杷島橋駅 - 須ヶ口駅間を津島線から編入し、名岐線を新名古屋駅 - 新岐阜駅間とする[15]。
- 1942年（昭和17年）
  - 2月1日：二ツ杁駅開業。
  - 4月1日：この日までに名岐線境川駅（現在の岐南駅） - 茶所駅間の下川手駅、広江駅 - 新岐阜駅間の加納駅（初代）廃止。
- 1943年（昭和18年）11月1日：大佐土駅を大里駅に改称[8]。
- 1944年（昭和19年）：西枇杷島駅・増田口駅・石刀駅・八剣駅・安良田町駅（現在の加納駅）休止。

### 豊橋線
豊橋側は常滑線を営業していた愛知電気鉄道により開業。神宮前駅を起点に有松線、岡崎線、豊橋線と名を変えながら豊橋へ向け1917年（大正6年）から1927年（昭和2年）にかけて順次延伸された。
沿線は東海道の宿場町として栄えていたが、官設鉄道の東海道線は豊橋駅を出ると、東海道から外れ、蒲郡駅を経由する海岸沿いのルートを取った。このため、東海道線が開通すると、東海道沿いの宿場町は一気に廃れてしまい、鉄道の力を思い知らされることとなった。愛知電気鉄道が同線を開通するに当たり、地元は積極的に鉄道誘致に動いたため、土地買収などがうまくいき、並行して走る東海道線とは違い比較的直進するような路線になっている。
- 1917年（大正6年）
  - 3月7日：愛知電気鉄道が有松線として神宮前駅 - 笠寺駅（現在の本笠寺駅）間開業[16]。
  - 5月8日：笠寺駅 - 有松裏駅（現在の有松）間が開業[17]。
- 1923年（大正12年）
  - 4月1日：岡崎線 有松裏駅 - 新知立仮駅間が開業[18]。有松線を岡崎線に改称。
  - 6月1日：南井戸田駅廃止[8]。新知立仮駅 - 西岡崎駅（現在の岡崎公園前）間が開業[19]。新知立駅（後の東知立駅）開業、新知立仮駅廃止。
  - 8月8日：西岡崎駅 - 東岡崎駅間が開業[20]。
- 1924年（大正13年）
  - 4月13日：有松裏駅 - 矢作橋駅間が複線化。
  - 10月26日：鳴海駅 - 有松裏駅間が複線化。
- 1925年（大正14年）
  - 6月5日：西岡崎駅を移転[21]。
  - 6月15日：岡崎線の架線電圧を1500Vに昇圧。
- 1926年（大正15年）4月1日：豊橋線 矢作橋駅 - 東岡崎駅間が複線化、東岡崎駅 - 小坂井駅間が複線で開業[22]。岡崎線を豊橋線に改称。豊川鉄道豊川駅まで乗り入れ開始。
- 1927年（昭和2年）
  - 6月1日：この日までに伊奈駅開業[8][注釈 16]。豊橋線 伊奈駅 - 吉田駅（現在の豊橋駅）間が開業。神宮前駅 - 吉田駅間が全通[23]。伊奈駅 - 小坂井駅間は小坂井支線となる。
  - 12月23日：東笠寺駅開業届出。
  - 12月28日：東笠寺駅 - 鳴海駅間が複線化。
- 1928年（昭和3年）4月15日：堀田駅開業。
- 1930年（昭和5年）
  - 4月5日：呼続駅 - 笠寺駅間が複線化。
  - 7月11日：堀田駅 - 呼続駅間が経路変更・複線化。
  - 9月20日：神宮前駅 - 豊橋駅間に超特急「あさひ」を運転開始（1938年廃止）。
- 1931年（昭和6年）：桶狭間駅開業。
- 1932年（昭和7年）10月：笠寺駅 - 東笠寺駅間が複線化。
- 1934年（昭和9年）
  - 1月14日：小田渕駅開業。
  - 12月25日：この日までに有松裏駅 - 前後駅間の桶狭間駅廃止。
- 1935年（昭和10年）8月1日：名岐鉄道が愛知電気鉄道を合併、名古屋鉄道に社名変更。
- 1936年（昭和11年）4月1日：西岡崎駅を岡崎公園前駅に改称。
- 1938年（昭和13年）12月1日：愛電山中駅を名電山中駅、愛電長沢駅を名電長沢駅、愛電赤坂駅を名電赤坂駅に改称[24]。
- 1941年（昭和16年）8月1日：豊橋線新知立駅と三河線知立駅（現在の三河知立駅）を統合し、知立駅に改称。
- 1942年（昭和17年）
  - 1月31日：神宮前駅 - 堀田駅間が複線化。
  - 6月10日：左京山駅開業。
- 1943年（昭和18年）
  - 6月1日：笠寺駅を本笠寺駅に改称。国鉄笠寺駅開業による。
  - 8月1日：吉田駅を豊橋駅に改称。
  - 11月1日：有松裏駅を有松駅に改称。
- 1944年（昭和19年）：東笠寺駅・井戸田駅休止。

### 名古屋本線成立
名岐鉄道と愛知電気鉄道が合併して名古屋鉄道が発足した後、新名古屋駅（現在の名鉄名古屋駅） - 枇杷島橋駅間が開業した。さらに神宮前駅 - 新名古屋駅間の東西連絡線が1944年（昭和19年）に開業し名岐線と豊橋線が結ばれるが、名岐線は600V電化、豊橋線は1500V電化であったため、直通運転ができず金山橋駅で乗り換えが必要だった。名岐線が1500Vに昇圧され豊橋駅 - 新岐阜駅間が名古屋本線となり、直通運転が始まったのは戦後の1948年（昭和23年）のことである。現在も社内では「東西直通線」と呼ばれている。1990年（平成2年）、神宮前駅 - 金山駅間が複々線化された。ただし、この複々線は1駅間2.2kmのみで、神宮前駅では複々線間相互の転線も不可能になっており、列車の運用を見ても事実上常滑線を金山駅まで延伸したという性格の方が強いことが分かる。複々線化の用地は、金山総合駅と同様に以前から確保されていて、複々線化前の2線を下り線とし東側に貼り付け増設した2線を上り線とする形で行われた。現在の下り内線（常滑線列車用）は複々線化前の上り線を転用したものである。
1972年（昭和47年）3月に都市交通審議会名古屋圏部会は神宮前駅 - 須ヶ口駅間の複々線化を答申したが、新名古屋駅の東側に名古屋市営地下鉄東山線の名古屋駅が、西側に近鉄名古屋駅と国鉄（現在のJR東海）の名古屋駅があることから、同駅付近を複々線化するためには現行地下ホームの真下にもう一つ複線を敷設するしかなく、技術的に困難であるとされた点や、名古屋本線金山以北の混雑緩和は犬山線と名古屋市営地下鉄鶴舞線の相互直通運転開始により目途がついた点から、金山駅 - 須ヶ口駅間の複々線化については運輸政策審議会における1992年（平成4年）1月10日答申第12号名古屋圏における高速鉄道を中心とする交通網の整備に関する基本計画についてには答申されず、事実上中止された。
- 1944年（昭和19年）
  - 9月1日：東西連絡線 神宮前駅 - 新名古屋駅間が開業。
  - 12月21日：豊橋線を金山駅 - 豊橋駅間に、名岐線を金山駅 - 新岐阜駅間に変更。
- 1945年（昭和20年）7月1日：金山駅を金山橋駅に改称。
- 1948年（昭和23年）
  - 4月18日：名岐線の新岐阜駅を移転し各務原線の長住町駅と統合。
  - 5月12日：名岐線の架線電圧を1500Vに昇圧。
  - 5月16日：西清洲駅を新清洲駅に改称。豊橋駅 - 新岐阜駅間を名古屋本線とし豊橋駅 - 新岐阜駅間直通運転開始。
- 1949年（昭和24年）
  - 3月1日：本御油駅を御油駅に改称。
  - 8月1日：休止していた西枇杷島駅営業再開。枇杷島橋駅を廃止し、枇杷島分岐点とする（信号扱い上は西枇杷島駅構内扱い）。
  - 8月27日：木曽川信号場廃止[26]。
- 1950年（昭和25年）9月8日：東岡崎 - 男川間にあった万灯山側線を撤去[27]。
- 1952年（昭和27年）3月1日：今川駅を富士松駅に改称。
- 1953年（昭和28年）7月15日：中京競馬場前駅開業。
- 1956年（昭和31年）
  - 9月1日：阿野駅を豊明駅に改称。
  - 9月12日：山王駅を中日球場前駅に改称。
  - 9月23日：休止していた石刀駅営業再開。
- 1957年（昭和32年）9月13日：広江駅 - 新岐阜駅間を新岐阜駅構内の一部を除き複線化、急曲線緩和。
- 1958年（昭和33年）
  - 1月10日：休止していた安良田町駅を加納駅として営業再開。
  - 3月16日：庄内川橋梁架替え、東枇杷島駅 - 西枇杷島駅間の急曲線緩和。
  - 11月24日：一ツ木駅構内の踏切にてオート三輪が特急列車と衝突、列車全焼（一ツ木駅衝突火災事故）。
- 1959年（昭和34年）
  - 4月1日：知立駅を築堤上から地平に移転新設。旧・知立駅を名古屋本線は東知立駅（後に廃止）に、三河線は三河知立駅に分離・改称。
  - 10月11日：大里駅南側の踏切にてオート三輪が特急列車と衝突、脱線（大里駅踏切衝突事故）。
- 1961年（昭和36年）6月12日：パノラマカーこと7000系電車が登場し、特急のうち毎時1本に投入される。高性能車で運転される特急の最高速度を110km/hに向上。
- 1964年（昭和39年）
  - 3月29日：新名古屋駅構内に停車中の急行列車に特急列車が追突（新名古屋駅列車追突事故）。
  - 11月21日：豊川放水路橋梁竣工[28]。
- 1965年（昭和40年）
  - 1月1日：今村駅の愛知紡績専用線（0.4 km）廃止[29]。
  - 9月1日：伊奈駅の日本ゼニスパイプ専用線（0.2 km）、堀田駅の興服産業専用線（0.2 km）廃止[29]。
- 1966年（昭和41年）
  - 2月10日：須ヶ口駅の豊和工業専用線（0.1 km）廃止[29]。
  - 7月1日：美合駅の日清紡績専用線廃止[30]。
- 1967年（昭和42年）4月15日：休止していた本星崎駅 - 本笠寺駅間の東笠寺駅廃止。
- 1968年（昭和43年）1月7日：牛田駅 - 知立駅間の東知立駅、加納駅 - 新岐阜駅間の広江駅廃止。
- 1969年（昭和44年）
  - 2月23日：呼続駅 - 堀田駅 - 神宮前駅間が高架橋方式により連続立体化。
  - 4月5日：井戸田駅・増田口駅・八剣駅廃止。
- 1970年（昭和45年）5月1日：今村駅を新安城駅に改称。
- 1972年（昭和47年）5月10日：矢作橋駅の東洋レーヨン専用線（2.8 km）廃止[29]。
- 昭和50年代：日本車輌専用線、中京倉庫専用線廃止（所管は国鉄熱田駅、入換業務を名鉄が担当[注釈 19]）[29]。
- 1976年（昭和51年）
  - 1月1日：中日球場前駅をナゴヤ球場前駅に改称。
  - 4月1日：新清洲駅に上下待避線新設[32]。
  - 12月1日：岡崎公園前駅を移転[21]。
- 1980年（昭和55年）9月20日：境川駅を移転し岐南駅に改称。
- 1981年（昭和56年）11月6日：神宮前駅 - 須ヶ口駅間で空間波無線方式の列車無線を供用開始[33]。
- 1984年（昭和59年）8月：神宮前駅を常滑線との路線別配線から方向別配線に変更。
- 1985年（昭和60年）：東岡崎駅に上り待避線新設。
- 1987年（昭和62年）
  - 7月：逢妻川橋梁掛け替え[34]。
  - 11月：二ツ杁駅に上下待避線新設。
- 1988年（昭和63年）
  - 4月1日：須ヶ口駅を津島線との路線別配線から方向別配線に変更。
  - 4月8日：前後駅に上り待避線新設。
- 1989年（平成元年）7月9日：金山橋駅を移転し金山駅に改称。
- 1990年（平成2年）
  - 4月1日：金山駅 - 神宮前駅間が複々線化[35]。
  - 10月29日：1000系で運転される全車指定席特急の最高速度を一部区間で120km/hに向上。
- 1992年（平成4年）10月24日：名電長沢駅 - 本宿駅 - 名電山中駅間高架化。
- 1993年（平成5年）
  - 2月21日：島氏永駅 - 新一宮駅 - 今伊勢駅間高架化。
  - 4月：3500系の就役により、同系列使用の急行についても最高速度120km/h運転を開始。
- 2002年（平成14年）9月26日：奥田駅 - 大里駅間の大里8号踏切付近にて特急列車が普通乗用車と衝突（名古屋本線衝突脱線事故）。
- 2003年（平成15年）
  - 3月27日：前後駅に下り待避線新設。
  - 10月18日：新岐阜駅に進入した急行列車がオーバーラン（新岐阜駅電車衝突事故）。
- 2005年（平成17年）1月29日：新名古屋駅を名鉄名古屋駅、新一宮駅を名鉄一宮駅、新岐阜駅を名鉄岐阜駅、ナゴヤ球場前駅を山王駅に改称。木曽川堤駅 - 笠松駅間の東笠松駅廃止。
- 2006年（平成18年）11月25日：左京山駅 - 鳴海駅 - 本星崎間高架化。
- 2007年（平成19年）3月14日：全駅にトランパス導入完了[36]（最終導入駅は木曽川堤駅）。
- 2019年（令和元年）11月下旬：西枇杷島駅の待避線を撤去[37]。

## 駅一覧
- 停車駅は2023年3月18日からのもの。
- 普通列車は各駅に停車する（表中省略）。
- JR飯田線と線路及び駅施設を共用する平井信号場 - 豊橋駅間を含む伊奈駅 - 豊橋駅間には優等列車のみが乗り入れ、普通列車は乗り入れない。
- 接続路線のうち特記なき路線は名古屋鉄道の路線。一部を除き直通運転あり（詳細は#運行形態を参照）。
- ミュースカイと快速急行は神宮前駅から常滑線に直通する。
- 途中駅で種別が変わる列車あり。
- 臨時停車の詳細は駅記事を参照のこと。

凡例
停車駅
●：標準停車駅、▼：標準停車駅（津島方面のみ）および岐阜方面・当駅終着の特別停車駅
△：特別停車駅、▽：特別停車駅（豊川線豊川稲荷始発列車のみ）、◇：特別停車駅（当駅発中部国際空港方面のみ）、｜・↑：通過（↑：矢印の方向のみ運転）
待避
｜：待避不可、 ◆：上下列車とも接続追越可能、 ◇：上下列車とも通過追越のみ可能、 ▼：下りのみ接続追越可能
| 駅番号 | 駅名           | 駅間 キロ | 累計 キロ | 準急 | 急行 | 快速急行   | 特急 | 快速特急 | ミュースカイ | 接続路線・備考 | 待避 | 所在地 | 所在地                  | 所在地                  |        |
| ------ | -------------- | --------- | --------- | ---- | ---- | ---------- | ---- | -------- | ------------ | --- | ---- | ------ | ----------------------- | ----------------------- | ------ |
| NH01   | 豊橋駅         | -         | 0.0       |      | ●    |            | ●    | ●        |              | 東海旅客鉄道： 東海道新幹線・CA 東海道本線〈浜松方面・名古屋方面〉(CA42)・CD 飯田線 (CD00) 豊橋鉄道：■ 渥美線（新豊橋駅: 1）・■ 東田本線（駅前停留場: 1） | ｜   | 愛知県 | 豊橋市                  | 豊橋市                  |        |
|        | 平井信号場     | -         | (3.8)     |      | ｜   |            | ｜   | ｜       |              | JR飯田線との施設上の分岐点 | ｜   | 愛知県 | 豊川市                  | 豊川市                  |        |
| NH02   | 伊奈駅         | 5.0       | 5.0       | ●    | ●    |            | △    | △        |              | | ◆    | 愛知県 | 豊川市                  | 豊川市                  |        |
| NH03   | 小田渕駅       | 1.6       | 6.6       | ↑    | ｜   |            | ｜   | ｜       |              | | ｜   | 愛知県 | 豊川市                  | 豊川市                  |        |
| NH04   | 国府駅         | 3.0       | 9.6       | ●    | ●    |            | ●    | △        |              | TK 豊川線（名鉄名古屋方面と直通あり） | ◆    | 愛知県 | 豊川市                  | 豊川市                  |        |
| NH05   | 御油駅         | 1.1       | 10.7      | ｜   | ｜   |            | ｜   | ｜       |              | | ｜   | 愛知県 | 豊川市                  | 豊川市                  |        |
| NH06   | 名電赤坂駅     | 1.8       | 12.5      | ｜   | ｜   |            | ｜   | ｜       |              | | ｜   | 愛知県 | 豊川市                  | 豊川市                  |        |
| NH07   | 名電長沢駅     | 2.5       | 15.0      | ｜   | ｜   |            | ｜   | ｜       |              | | ｜   | 愛知県 | 豊川市                  | 豊川市                  |        |
| NH08   | 本宿駅         | 3.7       | 18.7      | ●    | ●    |            | ▽    | ▽        |              | | ◆    | 愛知県 | 岡崎市                  | 岡崎市                  |        |
| NH09   | 名電山中駅     | 1.7       | 20.4      | ｜   | ｜   |            | ｜   | ｜       |              | | ｜   | 愛知県 | 岡崎市                  | 岡崎市                  |        |
|        | 舞木信号場     | -         | (21.0)    | ｜   | ｜   |            | ｜   | ｜       |              | | ｜   | 愛知県 | 岡崎市                  | 岡崎市                  |        |
| NH10   | 藤川駅         | 2.7       | 23.1      | ●    | ｜   |            | ｜   | ｜       |              | | ｜   | 愛知県 | 岡崎市                  | 岡崎市                  |        |
| NH11   | 美合駅         | 2.5       | 25.6      | ●    | ●    |            | △    | ▽        |              | | ◆    | 愛知県 | 岡崎市                  | 岡崎市                  |        |
| NH12   | 男川駅         | 2.0       | 27.6      | ●    | ▽    |            | ｜   | ｜       |              | | ｜   | 愛知県 | 岡崎市                  | 岡崎市                  |        |
| NH13   | 東岡崎駅       | 2.2       | 29.8      | ●    | ●    |            | ●    | ●        |              | | ◆    | 愛知県 | 岡崎市                  | 岡崎市                  |        |
| NH14   | 岡崎公園前駅   | 1.3       | 31.1      | ｜   | ｜   |            | ｜   | ｜       |              | 愛知環状鉄道：■ 愛知環状鉄道線（中岡崎駅: 03） | ｜   | 愛知県 | 岡崎市                  | 岡崎市                  |        |
| NH15   | 矢作橋駅       | 1.4       | 32.5      | ●    | △    |            | ｜   | ｜       |              | | ▼    | 愛知県 | 岡崎市                  | 岡崎市                  |        |
| NH16   | 宇頭駅         | 2.3       | 34.8      | ｜   | ｜   |            | ｜   | ｜       |              | | ｜   | 愛知県 | 岡崎市                  | 岡崎市                  |        |
| NH17   | 新安城駅       | 3.5       | 38.3      | ●    | ●    |            | ●    | △        |              | GN 西尾線（名鉄名古屋方面と直通あり） | ◆    | 愛知県 | 安城市                  | 安城市                  |        |
| NH18   | 牛田駅         | 2.6       | 40.9      | ｜   | ｜   |            | ｜   | ｜       |              | | ｜   | 愛知県 | 知立市                  | 知立市                  |        |
| NH19   | 知立駅         | 2.2       | 43.1      | ●    | ●    |            | ●    | ●        |              | MU MY 三河線 | ｜   | 愛知県 | 知立市                  | 知立市                  |        |
| NH20   | 一ツ木駅       | 1.5       | 44.6      | ｜   | ｜   |            | ｜   | ｜       |              | | ｜   | 愛知県 | 刈谷市                  | 刈谷市                  |        |
| NH21   | 富士松駅       | 2.0       | 46.6      | ｜   | ｜   |            | ｜   | ｜       |              | | ｜   | 愛知県 | 刈谷市                  | 刈谷市                  |        |
| NH22   | 豊明駅         | 1.5       | 48.1      | ●    | △    |            | ｜   | ｜       |              | | ◆    | 愛知県 | 豊明市                  | 豊明市                  |        |
| NH23   | 前後駅         | 1.7       | 49.8      | ●    | ●    |            | ｜   | ｜       |              | | ◆    | 愛知県 | 豊明市                  | 豊明市                  |        |
| NH24   | 中京競馬場前駅 | 1.6       | 51.4      | ●    | △    |            | ｜   | ｜       |              | | ｜   | 愛知県 | 名古屋市                | 緑区                    |        |
| NH25   | 有松駅         | 1.3       | 52.7      | ●    | △    |            | ｜   | ｜       |              | | ｜   | 愛知県 | 名古屋市                | 緑区                    |        |
| NH26   | 左京山駅       | 1.1       | 53.8      | ｜   | ｜   |            | ｜   | ｜       |              | | ｜   | 愛知県 | 名古屋市                | 緑区                    |        |
| NH27   | 鳴海駅         | 1.3       | 55.1      | ●    | ●    |            | △    | ｜       |              | | ◆    | 愛知県 | 名古屋市                | 緑区                    |        |
| NH28   | 本星崎駅       | 1.6       | 56.7      | ｜   | ｜   |            | ｜   | ｜       |              | | ｜   | 愛知県 | 名古屋市                | 南区                    |        |
| NH29   | 本笠寺駅       | 1.5       | 58.2      | ｜   | ｜   | 常滑線直通 | ｜   | ｜       | 常滑線直通   | | ◆    | 愛知県 | 名古屋市                | 南区                    |        |
| NH30   | 桜駅           | 0.7       | 58.9      | ｜   | ｜   | 常滑線直通 | ｜   | ｜       | 常滑線直通   | | ｜   | 愛知県 | 名古屋市                | 南区                    |        |
| NH31   | 呼続駅         | 1.0       | 59.9      | ｜   | ｜   | 常滑線直通 | ｜   | ｜       | 常滑線直通   | | ｜   | 愛知県 | 名古屋市                | 南区                    |        |
| NH32   | 堀田駅         | 1.2       | 61.1      | ●    | ●    | 常滑線直通 | ｜   | ｜       | 常滑線直通   | | ◇    | 愛知県 | 名古屋市                | 瑞穂区                  |        |
| NH33   | 神宮前駅       | 1.1       | 62.2      | ●    | ●    | ●          | ●    | ●        | ●            | TA 常滑線（名鉄名古屋方面に全列車直通） | ｜   | 愛知県 | 名古屋市                | 熱田区                  |        |
| NH34   | 金山駅         | 2.2       | 64.4      | ●    | ●    | ●          | ●    | ●        | ●            | 東海旅客鉄道：CA 東海道本線 (CA66)・CF 中央本線 (CF01) 名古屋市営地下鉄： 名城線 (M01)・ 名港線 (E01) | ◆    | 愛知県 | 名古屋市                | 中区                    |        |
| NH35   | 山王駅         | 1.6       | 66.0      | ｜   | △    | ↑          | ｜   | ｜       | ｜           | | ｜   | 愛知県 | 名古屋市                | 中川区                  |        |
| NH36   | 名鉄名古屋駅   | 2.0       | 68.0      | ●    | ●    | ●          | ●    | ●        | ●            | 東海旅客鉄道： 東海道新幹線・CA 東海道本線 (CA68)・CF 中央本線 (CF00)・CJ 関西本線 (CJ00)（名古屋駅） 名古屋臨海高速鉄道：●AN あおなみ線（名古屋駅:AN01） 名古屋市営地下鉄： 東山線（名古屋駅:H08）・ 桜通線（名古屋駅:S02） 近畿日本鉄道：E 名古屋線（近鉄名古屋駅:E01） | ｜   | 愛知県 | 名古屋市                | 中村区                  |        |
| NH37   | 栄生駅         | 1.9       | 69.9      | ●    | ●    | ◇          | ｜   | ｜       | ｜           | | ｜   | 愛知県 | 名古屋市                | 西区                    |        |
| NH38   | 東枇杷島駅     | 0.8       | 70.7      | ｜   | ｜   | ↑          | ｜   | ｜       | ｜           | IY 犬山線（名鉄名古屋方面に全列車直通） | ｜   | 愛知県 | 名古屋市                | 西区                    |        |
|        | 枇杷島分岐点   | -         | (71.3)    | ｜   | ｜   | ↑          | ｜   | ｜       | ｜           | 犬山線との実際の分岐点 | ｜   | 愛知県 | 清須市                  | 清須市                  |        |
| NH39   | 西枇杷島駅     | 0.9       | 71.6      | ｜   | ｜   | ↑          | ｜   | ｜       | ｜           | | ｜   | 愛知県 | 清須市                  | 清須市                  |        |
| NH40   | 二ツ杁駅       | 0.6       | 72.2      | ●    | △    | ↑          | ｜   | ｜       | ｜           | | ◇    | 愛知県 | 清須市                  | 清須市                  |        |
| NH41   | 新川橋駅       | 0.6       | 72.8      | ｜   | ｜   | ↑          | ｜   | ｜       | ｜           | | ｜   | 愛知県 | 清須市                  | 清須市                  |        |
| NH42   | 須ヶ口駅       | 0.7       | 73.5      | ●    | ●    | ●          | ▼    | ｜       | ｜           | TB 津島線（名鉄名古屋方面と直通あり） | ｜   | 愛知県 | 清須市                  | 清須市                  |        |
| NH43   | 丸ノ内駅       | 0.8       | 74.3      | ｜   | ｜   | ↑          | ｜   | ｜       | ｜           | | ｜   | 愛知県 | 清須市                  | 清須市                  |        |
| NH44   | 新清洲駅       | 0.9       | 75.2      | ●    | ●    | ●          | ｜   | ｜       | ｜           | | ◆    | 愛知県 | 清須市                  | 清須市                  |        |
| NH45   | 大里駅         | 2.3       | 77.5      | ●    | △    | △          | ｜   | ｜       | ｜           | | ｜   | 愛知県 | 稲沢市                  | 稲沢市                  |        |
| NH46   | 奥田駅         | 1.3       | 78.8      | ｜   | ｜   | ↑          | ｜   | ｜       | ｜           | | ｜   | 愛知県 | 稲沢市                  | 稲沢市                  |        |
| NH47   | 国府宮駅       | 2.1       | 80.9      | ●    | ●    | ●          | ●    | ●        | ●            | | ◆    | 愛知県 | 稲沢市                  | 稲沢市                  |        |
| NH48   | 島氏永駅       | 2.0       | 82.9      | ｜   | ｜   | ↑          | ｜   | ｜       | ｜           | | ｜   | 愛知県 | 下り:稲沢市 上り:一宮市 | 下り:稲沢市 上り:一宮市 |        |
| NH49   | 妙興寺駅       | 1.8       | 84.7      | ｜   | ｜   | ↑          | ｜   | ｜       | ｜           | | ｜   | 愛知県 | 一宮市                  | 一宮市                  |        |
| NH50   | 名鉄一宮駅     | 1.7       | 86.4      | ●    | ●    | ●          | ●    | ●        | ●            | BS 尾西線 東海旅客鉄道：CA 東海道本線（尾張一宮駅: CA72） | ◆    | 愛知県 | 一宮市                  | 一宮市                  |        |
| NH51   | 今伊勢駅       | 1.9       | 88.3      | ↑    | ｜   | ↑          | ｜   | ｜       | ｜           | | ｜   | 愛知県 | 一宮市                  | 一宮市                  |        |
| NH52   | 石刀駅         | 0.9       | 89.2      | ↑    | ｜   | ↑          | ｜   | ｜       | ｜           | | ｜   | 愛知県 | 一宮市                  | 一宮市                  |        |
| NH53   | 新木曽川駅     | 2.0       | 91.2      | ●    | ●    | ●          | ●    | ●        | ｜           | | ◆    | 愛知県 | 一宮市                  | 一宮市                  |        |
| NH54   | 黒田駅         | 0.9       | 92.1      | ↑    | ｜   | ↑          | ｜   | ｜       | ｜           | | ｜   | 愛知県 | 一宮市                  | 一宮市                  |        |
| NH55   | 木曽川堤駅     | 1.8       | 93.9      | ↑    | ｜   | ↑          | ｜   | ｜       | ｜           | | ｜   | 愛知県 | 一宮市                  | 一宮市                  |        |
| NH56   | 笠松駅         | 1.2       | 95.1      | ●    | ●    | ●          | ●    | ●        | ｜           | TH 竹鼻線（名鉄岐阜方面と直通あり） | ｜   | 岐阜県 | 羽島郡                  | 笠松町                  | 笠松町 |
| NH57   | 岐南駅         | 1.8       | 96.9      | ↑    | ｜   | ↑          | ｜   | ｜       | ｜           | | ◇    | 岐阜県 | 羽島郡                  | 岐南町                  | 岐南町 |
| NH58   | 茶所駅         | 1.4       | 98.3      | ↑    | ｜   | ↑          | ｜   | ｜       | ｜           | | ｜   | 岐阜県 | 岐阜市                  | 岐阜市                  |        |
| NH59   | 加納駅         | 0.4       | 98.7      | ↑    | ｜   | ↑          | ｜   | ｜       | ｜           | | ｜   | 岐阜県 | 岐阜市                  | 岐阜市                  |        |
| NH60   | 名鉄岐阜駅     | 1.1       | 99.8      | ●    | ●    | ●          | ●    | ●        | ●            | KG 各務原線 東海旅客鉄道：CA 東海道本線 (CA74)・CG 高山本線 (CG00)（岐阜駅） | ▲    | 岐阜県 | 岐阜市                  | 岐阜市                  |        |

臨時停車
- 岡崎城下家康公夏まつり花火大会
  - 国府駅（快速特急）
  - 岡崎公園前駅（快速特急・特急・急行）
  - 新安城駅（快速特急）

- 愛知産業大学三河高等学校の試験期間日等
  - 藤川駅（急行）

- 刈谷わんさか祭り・花火大会
  - 一ツ木駅（急行）
  - 富士松駅（急行）

- 中京競馬場での中央競馬のレース開催日等
  - 中京競馬場前駅（快速特急・特急・急行）

- 有松絞りまつり
  - 有松駅（急行）

- 笠寺観音の節分会
  - 本笠寺駅（急行・準急、2024年以降臨時停車の設定なし）

- 名城大学附属高等学校の入学試験日
  - 東枇杷島駅（急行・準急）

- 尾張西枇杷島まつり花火大会
  - 二ツ杁駅（急行）

- 尾張津島天王祭
  - 須ヶ口駅（特急、2020年以降臨時停車の設定なし）

### 廃駅・廃止信号場
名称は廃止時のもの
- 知立信号所（牛田駅 - 知立駅間） - 1984年4月1日頃廃止
- 東知立駅（牛田駅 - 知立駅間） - 1968年1月7日廃止
- 桶狭間駅（中京競馬場前駅 - 有松駅間） - 1934年12月25日以前に廃止
- 東笠寺駅（本星崎駅 - 本笠寺駅間） - 1944年休止 1967年4月15日廃止
- 南井戸田駅（呼続駅 - 堀田駅間） - 1923年6月1日廃止
- 井戸田駅（呼続駅 - 堀田駅間） - 1944年休止、1969年4月5日廃止
- 東枇杷島信号所（東枇杷島駅 - 西枇杷島駅間） - 1941年8月12日廃止
- 枇杷島橋駅（東枇杷島駅 - 西枇杷島駅間） - 1949年8月1日廃止
- 増田口駅（新清洲駅 - 大里駅間） - 1944年休止、1969年4月5日廃止
- 島駅（国府宮駅 - 妙興寺駅間） - 1928年1月24日廃止、氏永駅と統合し島氏永駅に
- 氏永駅（国府宮駅 - 妙興寺駅間） - 1928年1月24日廃止、島駅と統合し島氏永駅に
- 花池駅（妙興寺駅 - 名鉄一宮駅間） - 1927-30年ごろ廃止
- 木曽川信号場（位置不詳） - 1949年8月27日廃止
- 東笠松駅（木曽川堤駅 - 笠松駅間） - 2005年1月29日廃止
- 下徳田駅（笠松駅 - 岐南駅間） - 1917年5月1日廃止
- 八剣駅（笠松駅 - 岐南駅間） - 1944年休止、1969年4月5日廃止
- 印食駅（笠松駅 - 岐南駅間） - 1917年2月1日廃止
- 下川手駅（岐南駅 - 茶所駅間） - 1942年4月1日以前に廃止
- 広江駅（加納駅 - 名鉄岐阜駅間） - 1968年1月7日廃止
- （初代）加納駅（加納駅 - 名鉄岐阜駅間） - 1942年4月1日以前に廃止

### 過去の接続路線
- 伊奈駅：名鉄小坂井支線 - 1954年12月25日廃止
- 東岡崎駅：名鉄岡崎市内線（東岡崎駅前電停） - 1962年6月17日廃止
- 本笠寺駅：名古屋市電笠寺線（笠寺西門前電停） - 1974年3月31日廃止
- 桜駅：名古屋市電笠寺線（桜本町一丁目電停） - 1974年3月31日廃止
- 堀田駅：名古屋市電東郊線（堀田駅前電停） - 1972年3月1日廃止
- 神宮前駅：名古屋市電熱田線（熱田神宮前電停） - 1974年2月16日廃止
- 金山駅（当時は金山橋駅）：名古屋市電熱田線（金山橋電停） - 1974年3月31日廃止
- 名鉄名古屋駅（当時は新名古屋駅）：名古屋市電広井町線（名古屋駅前電停） - 1972年3月1日廃止
- 丸ノ内駅：名鉄清洲線 - 1948年8月3日廃止
- 名鉄一宮駅（当時は新一宮駅）：名鉄起線 - 1952年12月24日廃止（新一宮駅乗り入れ廃止日）
- 名鉄岐阜駅：名鉄岐阜市内線（新岐阜駅前） - 2005年4月1日廃止

## キロポストについて
前述のような歴史的経緯から、名古屋本線では距離を示すキロポストが4つに分かれている。（矢印の方向にキロ数が増える）
1. 豊橋駅→平井信号場
飯田線のキロポストのみで名鉄のキロポストは存在しない。
2. 平井信号場←神宮前駅
旧愛知電気鉄道豊橋線として開通した区間を神宮前起点でキロポストを打っているため。
3. 神宮前駅→名鉄名古屋駅
東西連絡線として開通した区間を神宮前起点でキロポストを打っているため。
4. 名鉄名古屋駅→名鉄岐阜駅
旧名岐鉄道名岐線として開通した区間を名鉄名古屋起点でキロポストを打っているため。

## 立体交差化計画
知立駅付近
事業主体は愛知県で、2028年度に事業完了予定。事業計画変更前は、2023年度の予定だった。
本星崎駅付近 - 呼続駅付近
事業主体は名古屋市。2018年12月に提示された計画段階環境配慮書においてはこの区間を一つの事業として扱っていたが、呼続駅付近については山崎川広域河川改修事業の一環として鉄道橋改築の都市計画決定がなされ、現在本星崎駅付近 - 桜駅付近の連続立体交差化事業について環境アセスメント手続きが進められている。
丸ノ内駅の北 - 大里駅の南間
2023年度に工事を着工し、2040年度に工事を完了する予定。
境川 - 名鉄岐阜駅間
事業主体は岐阜県で、2022年2月28日に国土交通省中部地方整備局から都市計画事業の認可を取得した。2036年度事業完了予定。
新安城駅周辺
安城市は、連続立体交差事業に向けた調査を実施する。

## 利用状況
- 上り：朝ラッシュ時の最混雑区間は栄生駅 → 名鉄名古屋駅間で、最混雑時間帯の平均混雑率は2022年度で130%である[45]。
- 下り：朝ラッシュ時の最混雑区間は神宮前駅 → 金山駅間で、最混雑時間帯の平均混雑率は2022年度で132%である[45]。

最も乗降人員が多い駅は名鉄名古屋駅であり、終日にわたって各路線に直通する列車が高頻度で発車する。下り方にある枇杷島分岐点は名古屋本線の上り列車が犬山線の下り列車と平面交差するため、ダイヤ上の大きなネックとなっている。
近年の輸送実績を下表に記す。表中、最高値を赤色で、最高値を記録した年度以降の最低値を青色で、最高値を記録した年度以前の最低値を緑色で表記している。
| 年度               | 最混雑区間輸送実績        | 最混雑区間輸送実績        | 最混雑区間輸送実績        | 最混雑区間輸送実績        | 最混雑区間輸送実績    | 最混雑区間輸送実績    | 最混雑区間輸送実績    | 最混雑区間輸送実績    | 特記事項                                |
| 年度               | 上り：栄生 → 名鉄名古屋間 | 上り：栄生 → 名鉄名古屋間 | 上り：栄生 → 名鉄名古屋間 | 上り：栄生 → 名鉄名古屋間 | 下り：神宮前 → 金山間 | 下り：神宮前 → 金山間 | 下り：神宮前 → 金山間 | 下り：神宮前 → 金山間 | 特記事項                                |
| 年度               | 運転本数：本              | 輸送力：人                | 輸送量：人                | 混雑率：%                 | 運転本数：本          | 輸送力：人            | 輸送量：人            | 混雑率：%             | 特記事項                                |
| ------------------ | ------------------------- | ------------------------- | ------------------------- | ------------------------- | --------------------- | --------------------- | --------------------- | --------------------- | --------------------------------------- |
| 1965年（昭和40年） | 24                        | 13,208                    | 31,467                    | 238                       | 17                    | 9,975                 | 20,143                | 202                   | 下りの最混雑区間は呼続 → 堀田間         |
| 1975年（昭和50年） | 25                        | 16,680                    | 35,445                    | 213                       | 19                    | 10,920                | 19,641                | 180                   |                                         |
| 1980年（昭和55年） | 25                        | 18,696                    | 36,606                    | 196                       | 19                    | 12,008                | 18,903                | 157                   |                                         |
| 1985年（昭和60年） | 26                        | 20,020                    | 36,773                    | 184                       | 18                    | 11,152                | 18,396                | 165                   |                                         |
| 1990年（平成02年） | 26                        | 21,922                    | 36,970                    | 169                       |                       | 19,228                | 31,075                | 162                   | 下りの最混雑区間を神宮前 → 金山間に変更 |
| 1995年（平成07年） | 27                        | 22,284                    | 35,176                    | 158                       |                       | 21,446                | 32,360                | 151                   |                                         |
| 1999年（平成11年） | 28                        | 23,068                    | 32,724                    | 142                       | 35                    | 23,876                | 32,105                | 134                   |                                         |
| 2000年（平成12年） | 28                        | 22,990                    | 32,509                    | 141                       | 36                    | 24,214                | 32,280                | 133                   |                                         |
| 2001年（平成13年） | 28                        | 23,082                    | 32,106                    | 139                       | 36                    | 24,426                | 32,046                | 131                   |                                         |
| 2002年（平成14年） | 28                        | 23,082                    | 31,735                    | 137                       | 36                    | 24,426                | 31,717                | 130                   |                                         |
| 2003年（平成15年） | 28                        | 23,072                    | 31,247                    | 135                       | 34                    | 23,684                | 31,952                | 135                   |                                         |
| 2004年（平成16年） | 28                        | 22,718                    | 31,190                    | 137                       |                       | 22,538                | 31,193                | 138                   |                                         |
| 2005年（平成17年） | 28                        | 22,718                    | 31,442                    | 138                       |                       | 22,104                | 31,025                | 140                   |                                         |
| 2006年（平成18年） | 28                        | 22,718                    | 31,157                    | 137                       |                       | 22,178                | 30,927                | 139                   |                                         |
| 2007年（平成19年） | 28                        | 21,900                    | 30,092                    | 137                       |                       | 21,680                | 30,421                | 140                   |                                         |
| 2008年（平成20年） | 28                        | 21,664                    | 29,752                    | 137                       |                       | 22,342                | 30,508                | 137                   |                                         |
| 2009年（平成21年） | 28                        | 21,664                    | 29,485                    | 136                       |                       | 22,474                | 30,374                | 135                   |                                         |
| 2010年（平成22年） | 28                        | 21,664                    | 29,506                    | 136                       |                       | 22,474                | 30,597                | 136                   |                                         |
| 2011年（平成23年） | 28                        | 21,978                    | 30,209                    | 137                       | 35                    | 21,858                | 29,964                | 137                   |                                         |
| 2012年（平成24年） | 28                        | 21,978                    | 30,136                    | 137                       | 35                    | 21,858                | 30,084                | 138                   |                                         |
| 2013年（平成25年） | 28                        | 21,978                    | 30,312                    | 138                       | 35                    | 21,858                | 30,270                | 138                   |                                         |
| 2014年（平成26年） | 28                        | 21,978                    | 30,583                    | 139                       | 35                    | 21,858                | 30,442                | 139                   |                                         |
| 2015年（平成27年） | 28                        | 22,056                    | 30,962                    | 140                       | 35                    | 21,936                | 30,802                | 140                   |                                         |
| 2016年（平成28年） | 28                        | 22,134                    | 31,365                    | 142                       | 35                    | 21,936                | 31,059                | 142                   |                                         |
| 2017年（平成29年） | 28                        | 22,164                    | 31,702                    | 143                       | 35                    | 21,936                | 31,400                | 143                   |                                         |
| 2018年（平成30年） | 28                        | 22,164                    | 31,904                    | 144                       | 35                    | 21,936                | 31,454                | 143                   |                                         |
| 2019年（令和元年） | 28                        | 22,164                    | 32,642                    | 147                       | 35                    | 21,996                | 32,678                | 149                   |                                         |
| 2020年（令和2年）  | 28                        | 22,164                    | 24,071                    | 109                       | 35                    | 21,996                | 23,788                | 108                   |                                         |
| 2021年（令和3年）  | 28                        | 21,926                    | 26,629                    | 121                       | 35                    | 21,996                | 26,886                | 122                   |                                         |
| 2022年（令和4年）  | 28                        | 21,946                    | 28,540                    | 130                       | 35                    | 22,086                | 29,163                | 132                   |                                         |